# St. Salvator und Sebastian (Weilheim in Oberbayern)

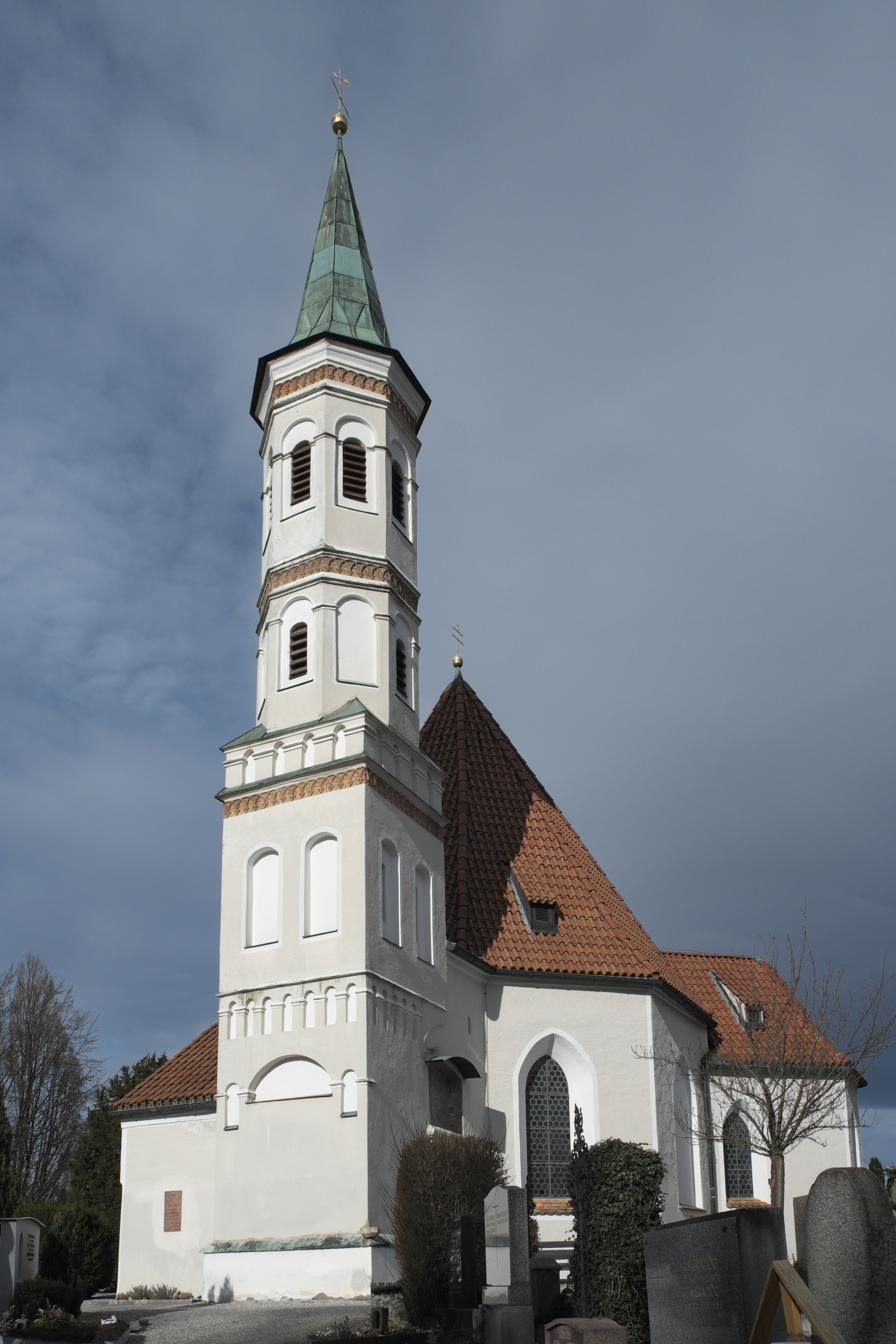
Friedhofskirche

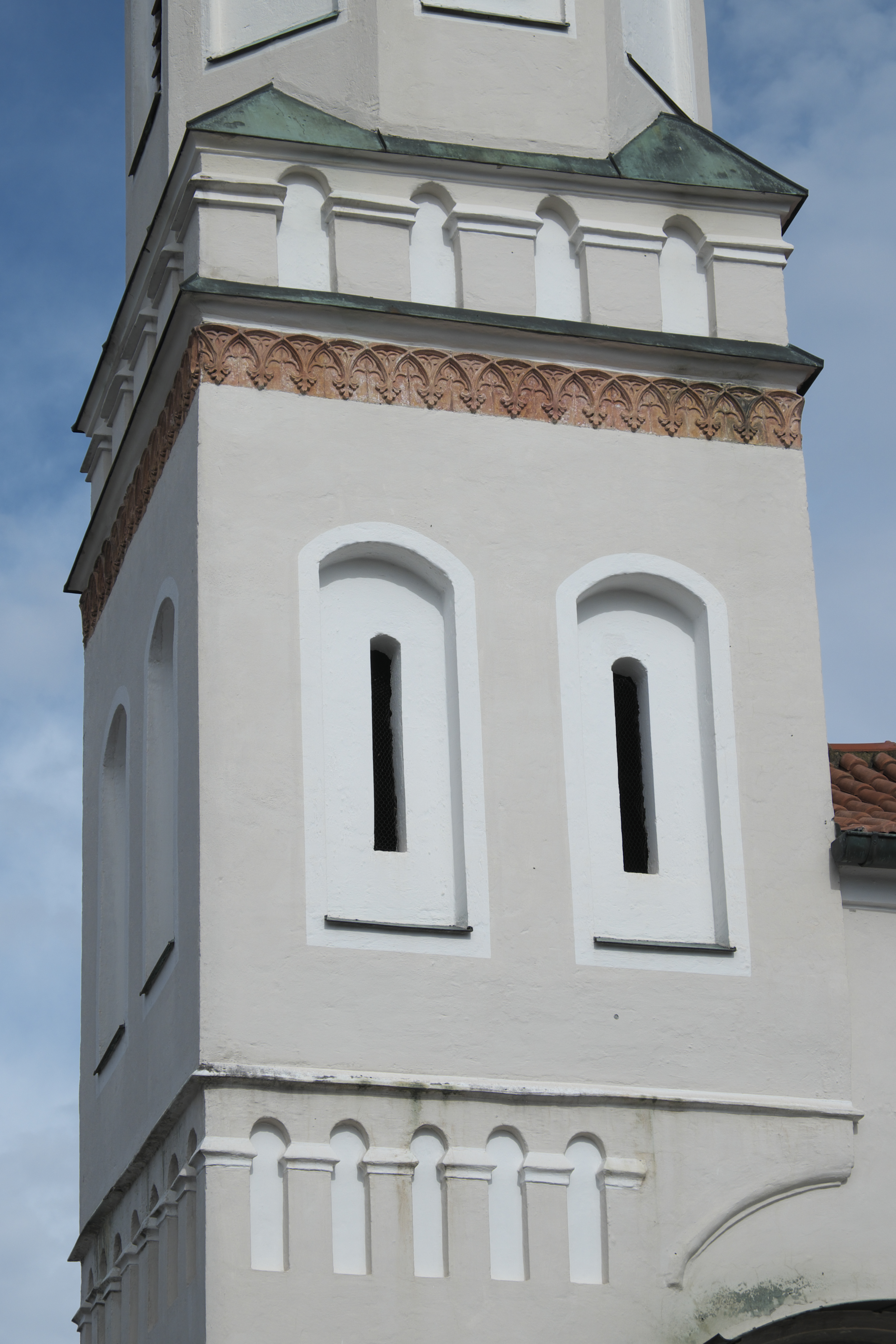
Blendbögen und Terrakottafries am Turm

Die katholische Friedhofskirche St. Salvator und Sebastian in Weilheim, einer Stadt im oberbayerischen Landkreis Weilheim-Schongau, wurde im 15. Jahrhundert im Stil der Gotik errichtet. Die Kirche besitzt einen Flügelaltar aus dem späten 15. Jahrhundert und ist vollständig mit Fresken aus der Zeit um 1600 ausgemalt. Sie ist Jesus Christus, dem  Salvator mundi (Erlöser der Welt), und dem heiligen Sebastian, der auch als Pestheiliger verehrt wird, geweiht. Die Kirche gehört zu den geschützten Baudenkmälern in Bayern.

## Geschichte
Der nordöstlich der Weilheimer Altstadt gelegene Betberg diente während der großen Pestepidemie im Jahr 1349 als Friedhof für die Pesttoten. 1449 ließ dort eine fromme Witwe namens Seitz eine Kapelle errichten, die 1481 durch einen Chor erweitert wurde. Im Jahr 1521 verlegte man den ursprünglich in der Innenstadt an der Pfarrkirche Mariä Himmelfahrt gelegenen Friedhof vor die Tore der Stadt an die Stelle des ehemaligen Pestfriedhofes und die Kapelle wurde zur Friedhofskirche. 1526 wurde an ihrer Südwestseite eine Vorhalle angebaut und 1584 von Hans Guggemoos der Turm errichtet. 1852 wurde die 1794 aufgesetzte Zwiebelhaube durch einen Spitzhelm ersetzt.

## Architektur

### Außenbau

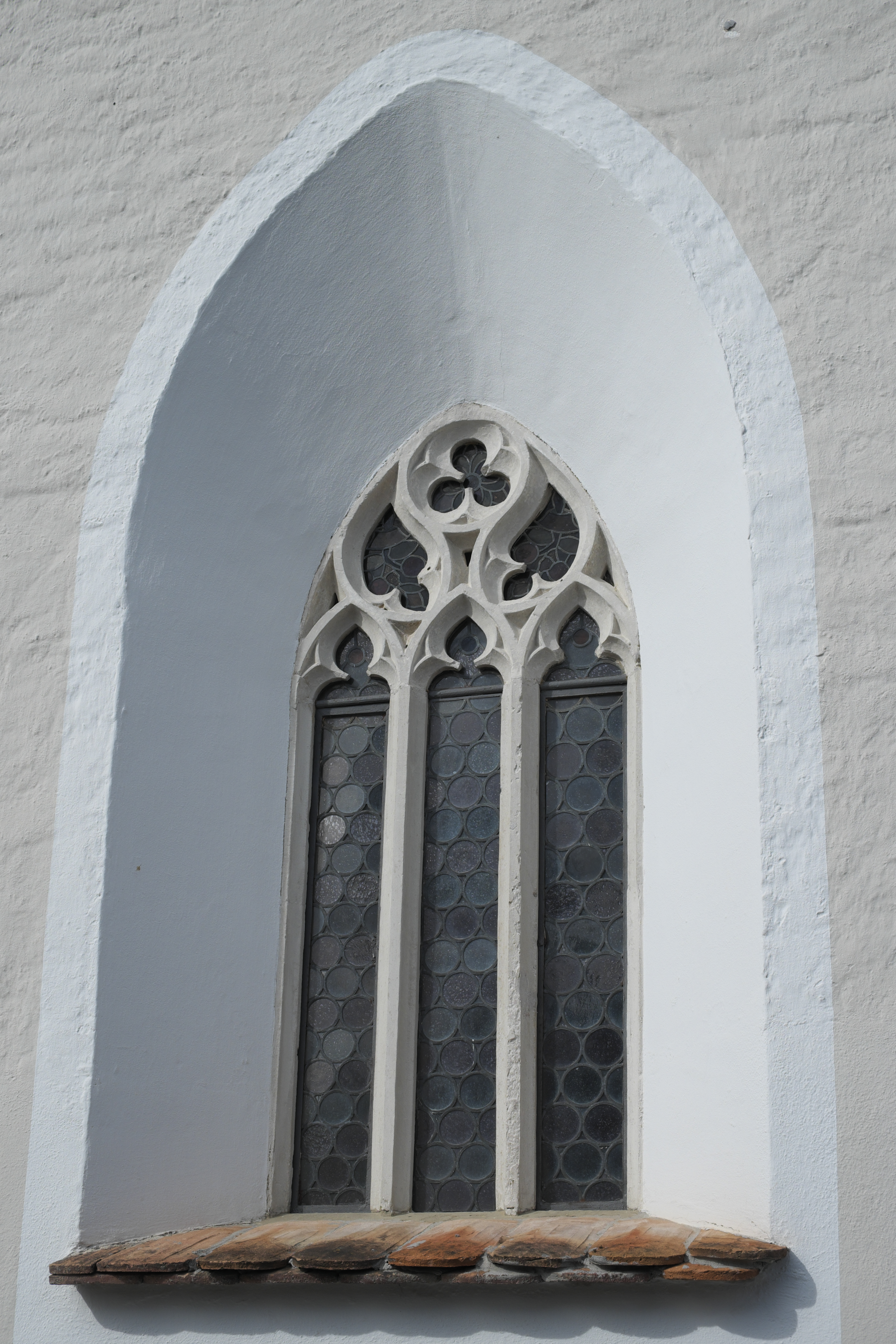
Maßwerkfenster

Der Turm ist in zwei viereckige und zwei achteckige Geschosse gegliedert und reich mit Blendbögen und Terrakottafriesen verziert. Über dem Eingang zur Vorhalle ist ein Tonrelief mit der Darstellung des Salvator mundi in die Außenmauer eingelassen. Daneben sieht man eine Steinplatte mit der Jahreszahl 1526. Das in Stein gehauene Weihwasserbecken in der Vorhalle ist mit der Jahreszahl 1618 bezeichnet. In die Außenmauern des achtseitigen Zentralbaus sind spitzbogige Blendfelder eingeschnitten. Der fünfseitig geschlossene Chor wird an seiner Stirnwand von einem spätgotischen Maßwerkfenster durchbrochen.

### Innenraum

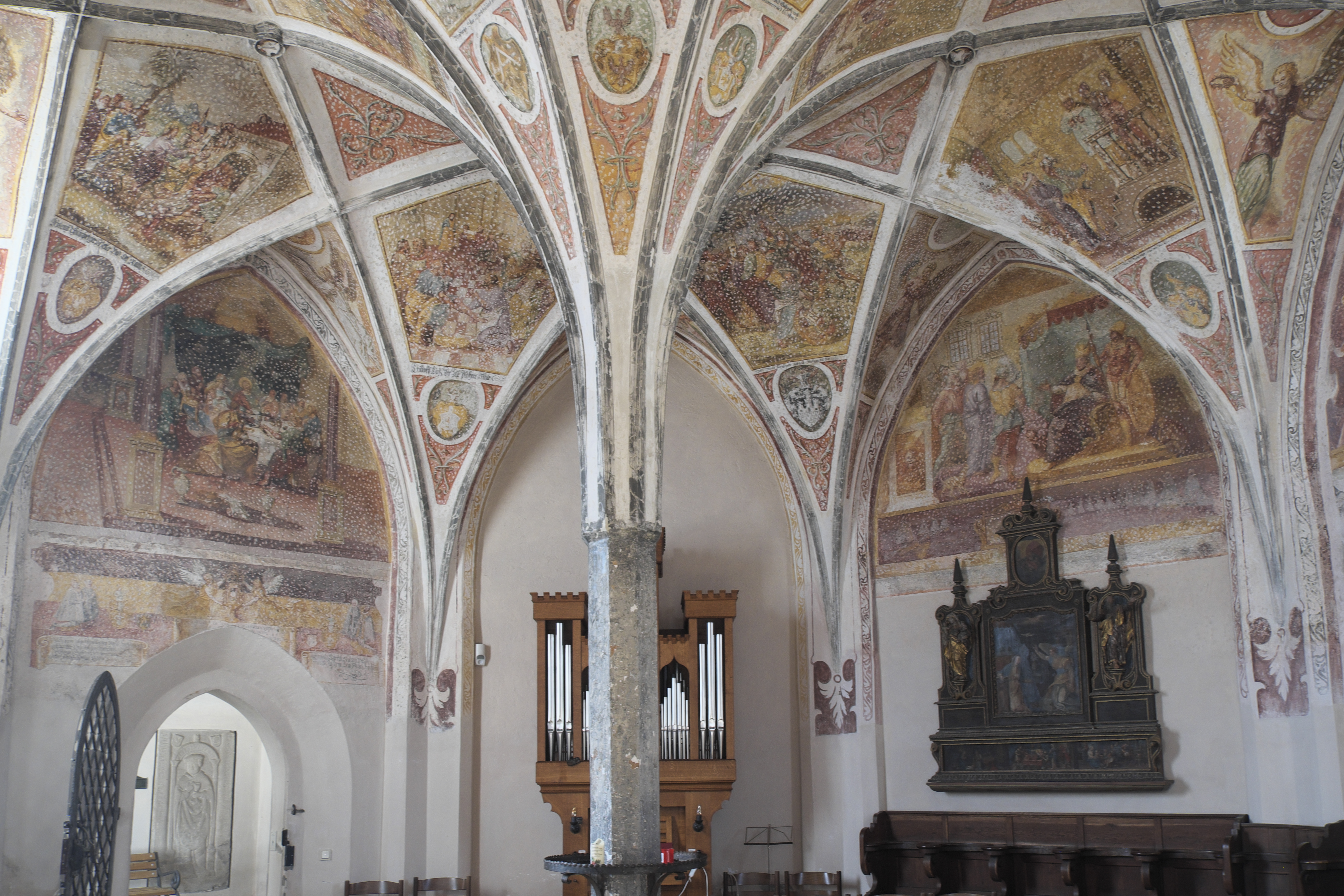
Innenraum, rechts Greitheraltärchen

Man gelangt in den Innenraum über eine Vorhalle, die von einer spitzbogigen Stichkappentonne überwölbt wird. Den Zentralraum überspannt ein vielteiliges Netzrippengewölbe, das auf einer schlanken Mittelsäule  aufliegt. Schildbögen gliedern die Wände. Der sich im Osten anschließende Chor wird ebenfalls von einem Netzrippengewölbe gedeckt.

## Fresken
Wände und Gewölbefelder sind mit einem Freskenzyklus zur Passion Christi überzogen, der in den Jahren 1591 bis 1615 von dem in Weilheim ansässigen Maler Elias Greither (Greuter) dem Älteren ausgeführt wurde. Die einzelnen Szenen wurden von Weilheimer Bürgern gestiftet und sind mit deren Wappen verziert, die Inschriften geben ihre Namen wieder. Die Fresken an den Wänden der Vorhalle stellen die Verurteilung des heiligen Sebastian und Wunder Jesu dar.
Im Zuge einer Restaurierung im Jahr 1867 wurde der alte Putz angepickt, um einer neuen Putzschicht besseren Halt zu bieten, die Fresken wurden im Stil der Neugotik übermalt. 1906 wurde die neugotische Ausmalung wieder entfernt und die alten Fresken wieder freigelegt. Die Wandfläche des 1867 zugemauerten Fensters an der Südostseite ist mit einer neuzeitlichen Darstellung des heiligen Leonhard vor dem Hintergrund der Stadt Weilheim und dem Martyrium des heiligen Sebastian versehen.

### Wand- und Deckenfresken im Zentralraum

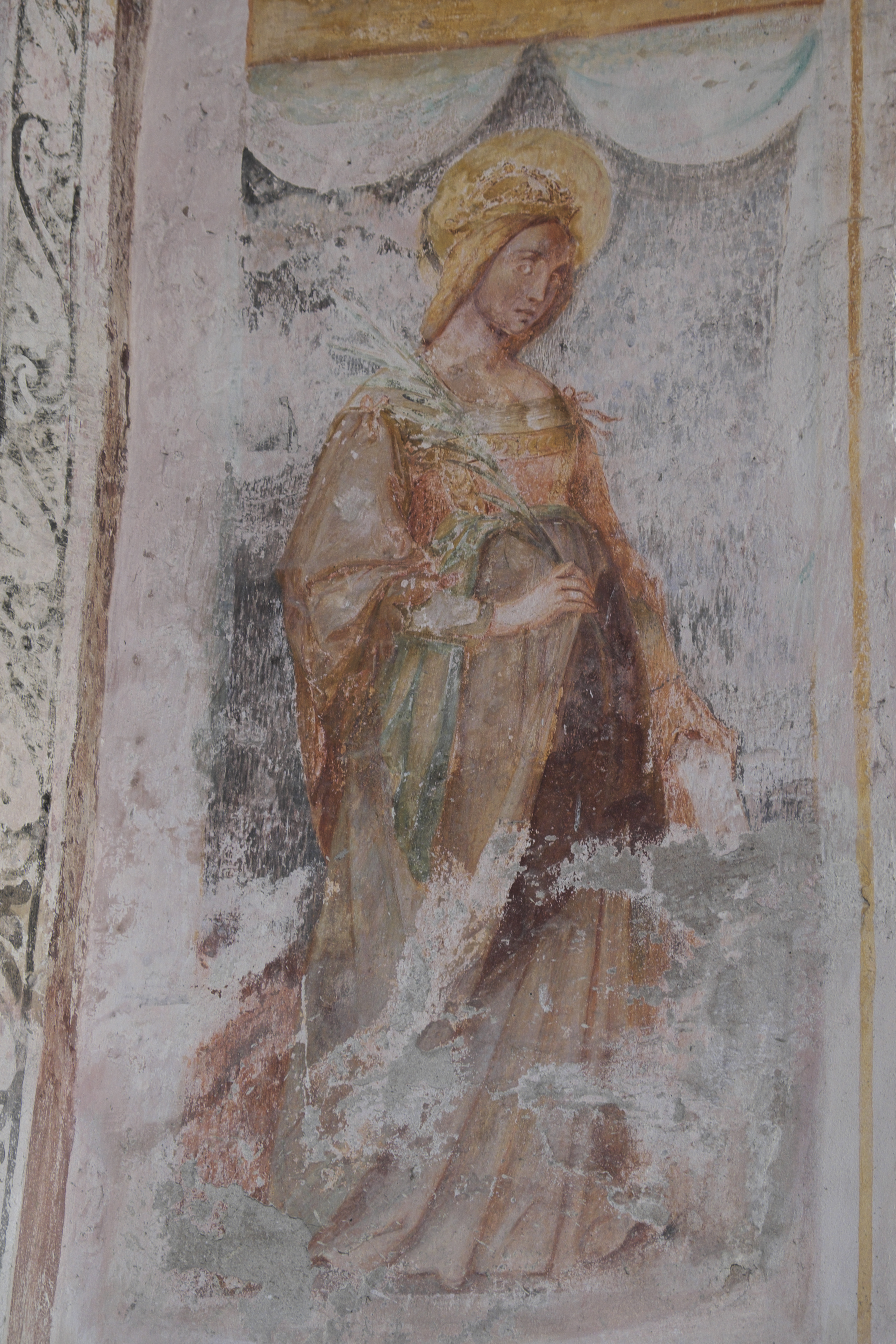
Heilige Katharina

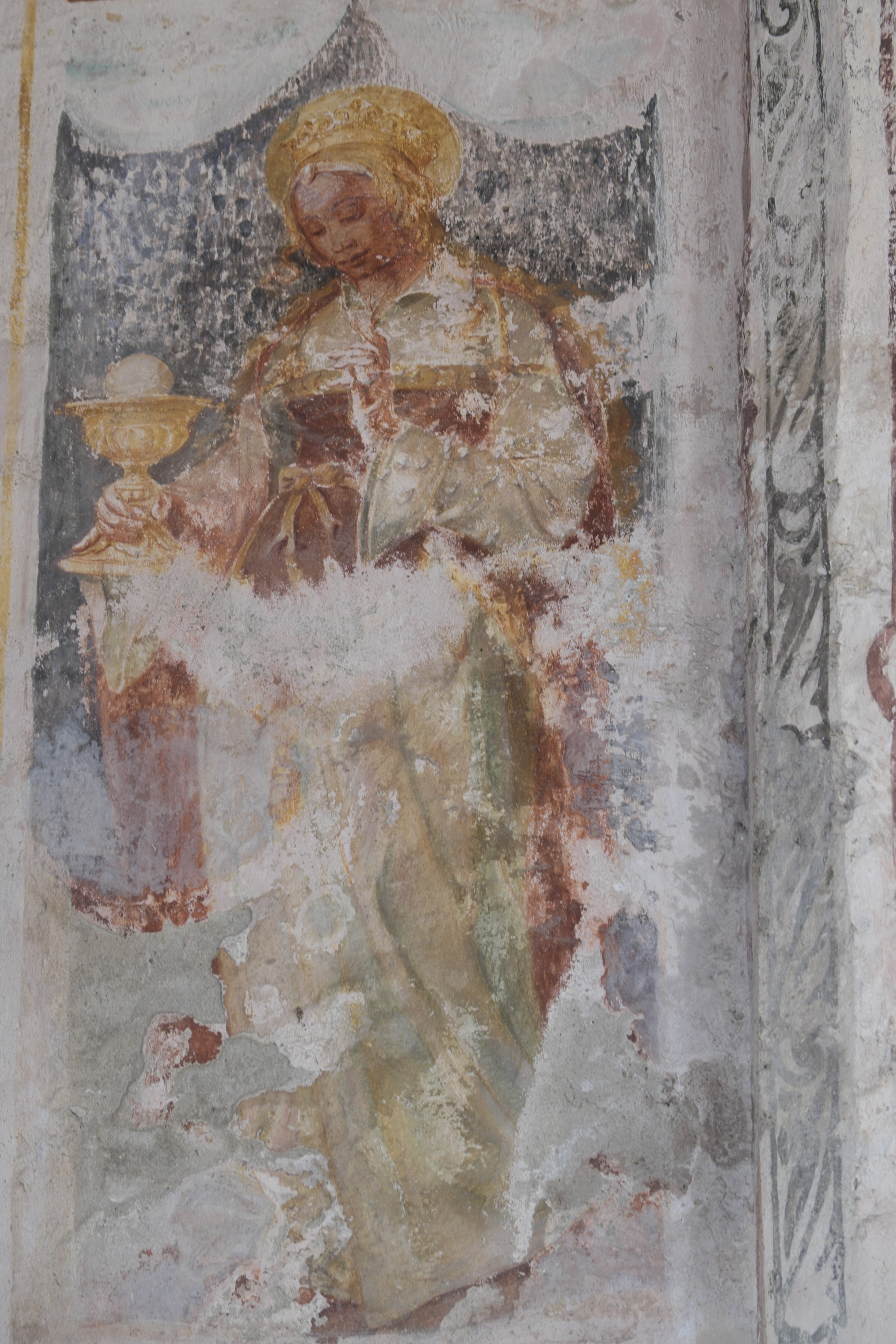
Heilige Barbara

Die beiden Fenster des Zentralraums werden gerahmt von einer Darstellung Christi als Salvator mundi, einer Madonna mit Kind, der heiligen Katharina und der heiligen Barbara sowie zwei weiteren Heiligen. Die drei großen Fresken an den Wänden stellen das letzte Abendmahl, Jesus vor Kaiphas und Jesus vor Pilatus dar. 
Auf den Gewölbezwickeln beginnt der Passionszyklus mit der Szene des Einzugs Christi in Jerusalem, wobei die Stadt Weilheim als Kulisse dient. Es folgen die Fußwaschung, die Gefangennahme, bei der Petrus dem Malchus ein Ohr abschlägt, zwei weitere Szenen Jesus vor Kaiphas und Jesus vor Pilatus, die Geißelung und die Dornenkrönung. Die letzte Szene zeigt Pilatus, der „seine Hände in Unschuld“ wäscht. Unter den Szenen sieht man Inschriften mit den Namen der Stifter, darunter ihre Wappen.

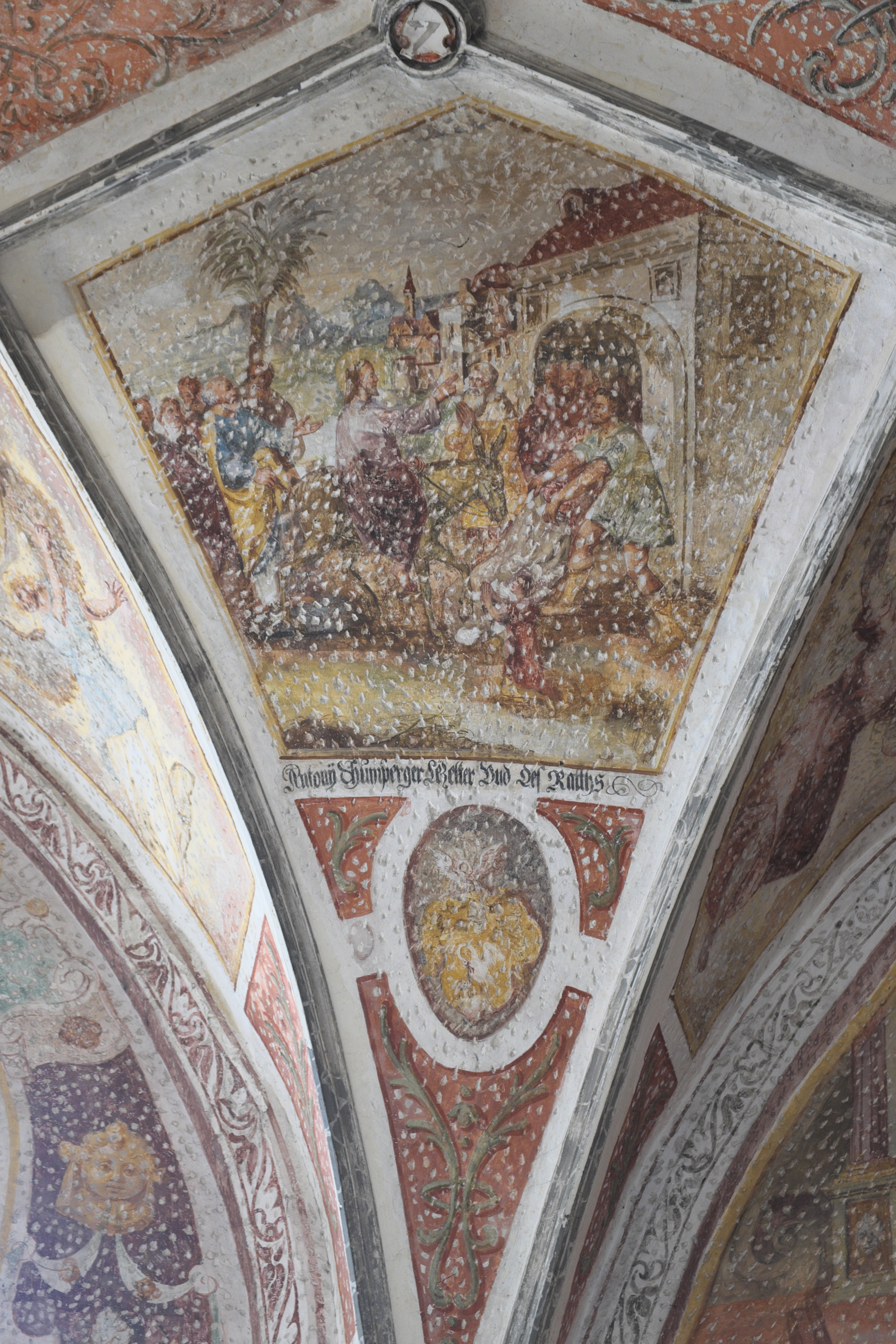
Einzug in Jerusalem, im Hintergrund Weilheim
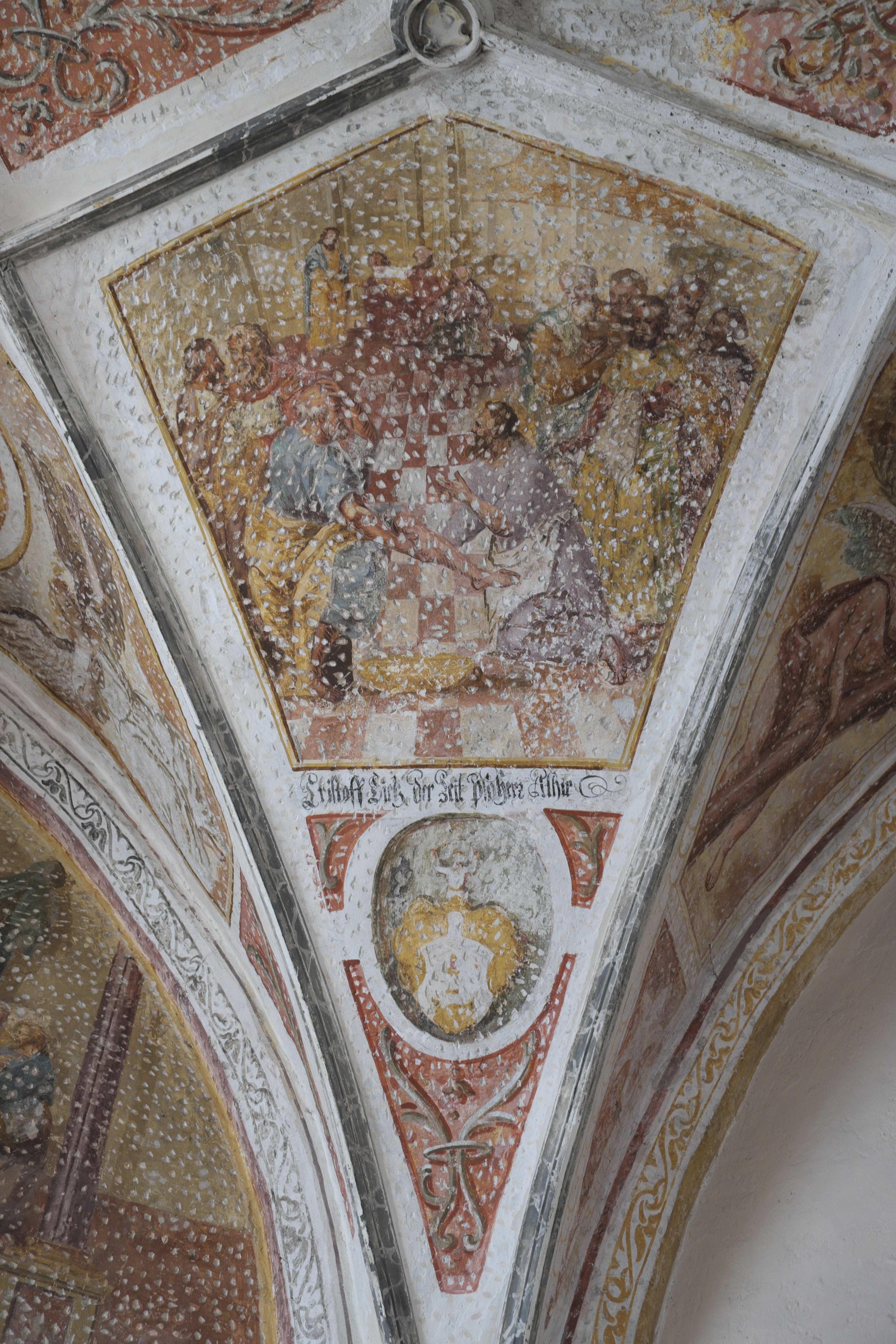
Fußwaschung
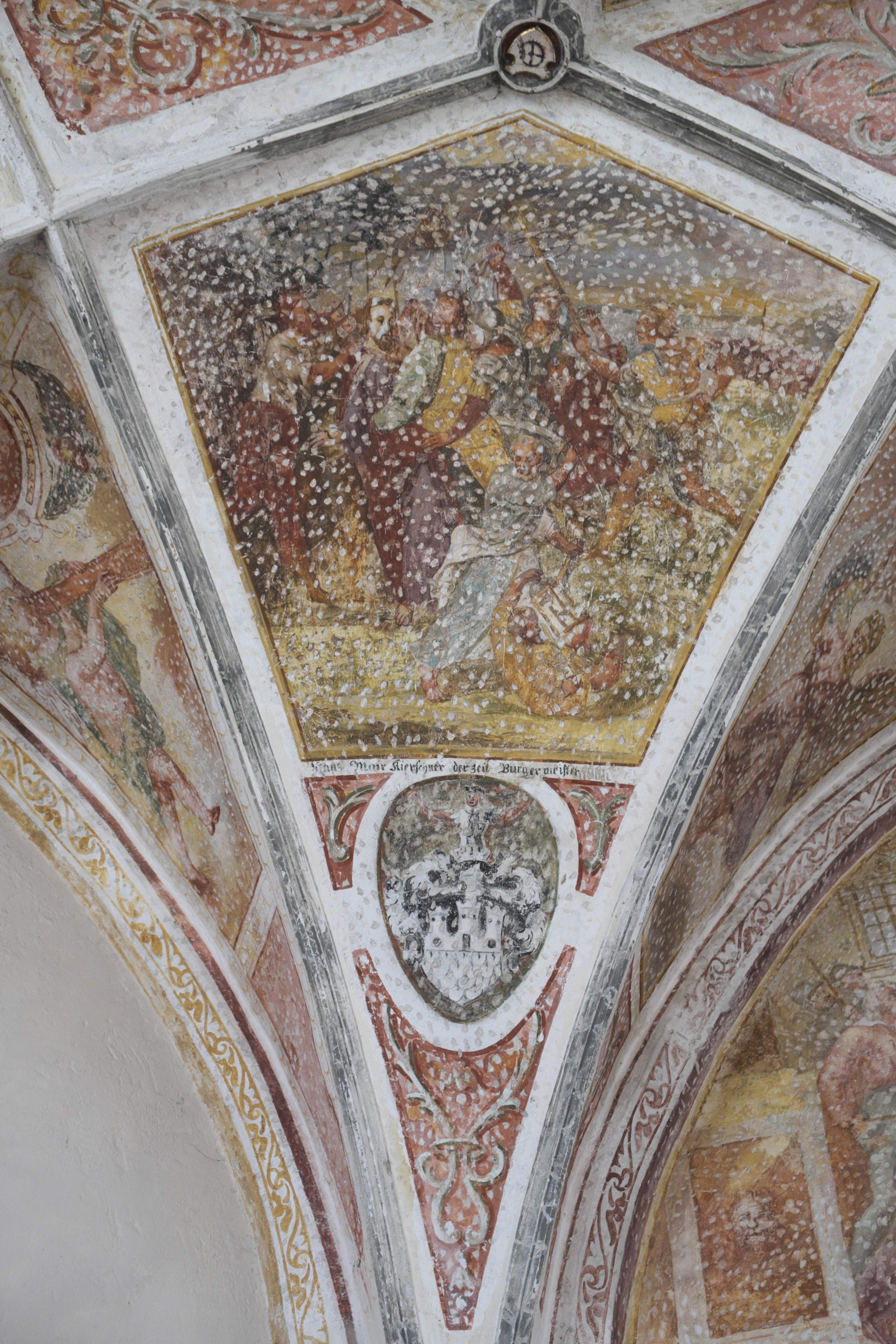
Gefangennahme
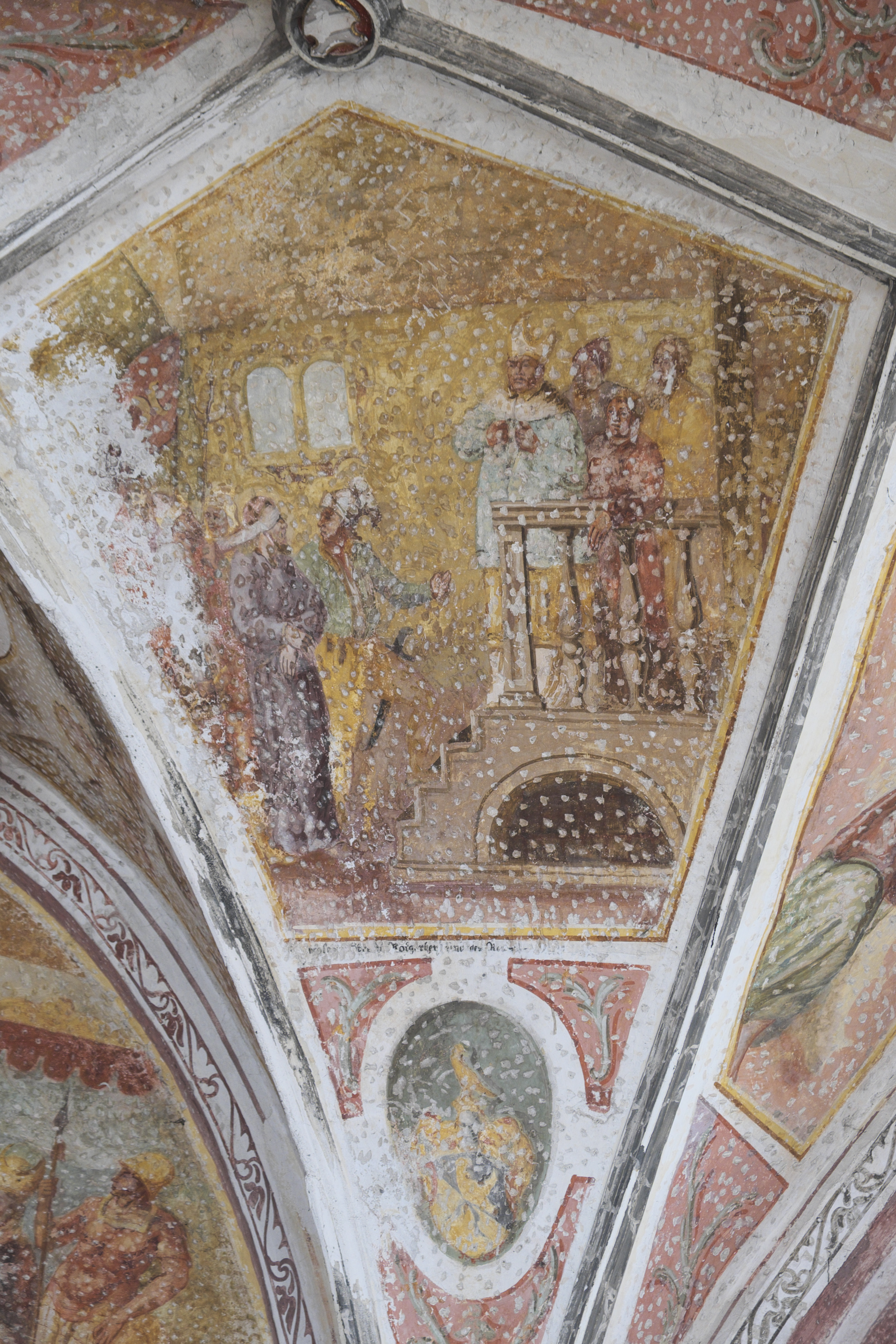
Jesus vor Kaiphas
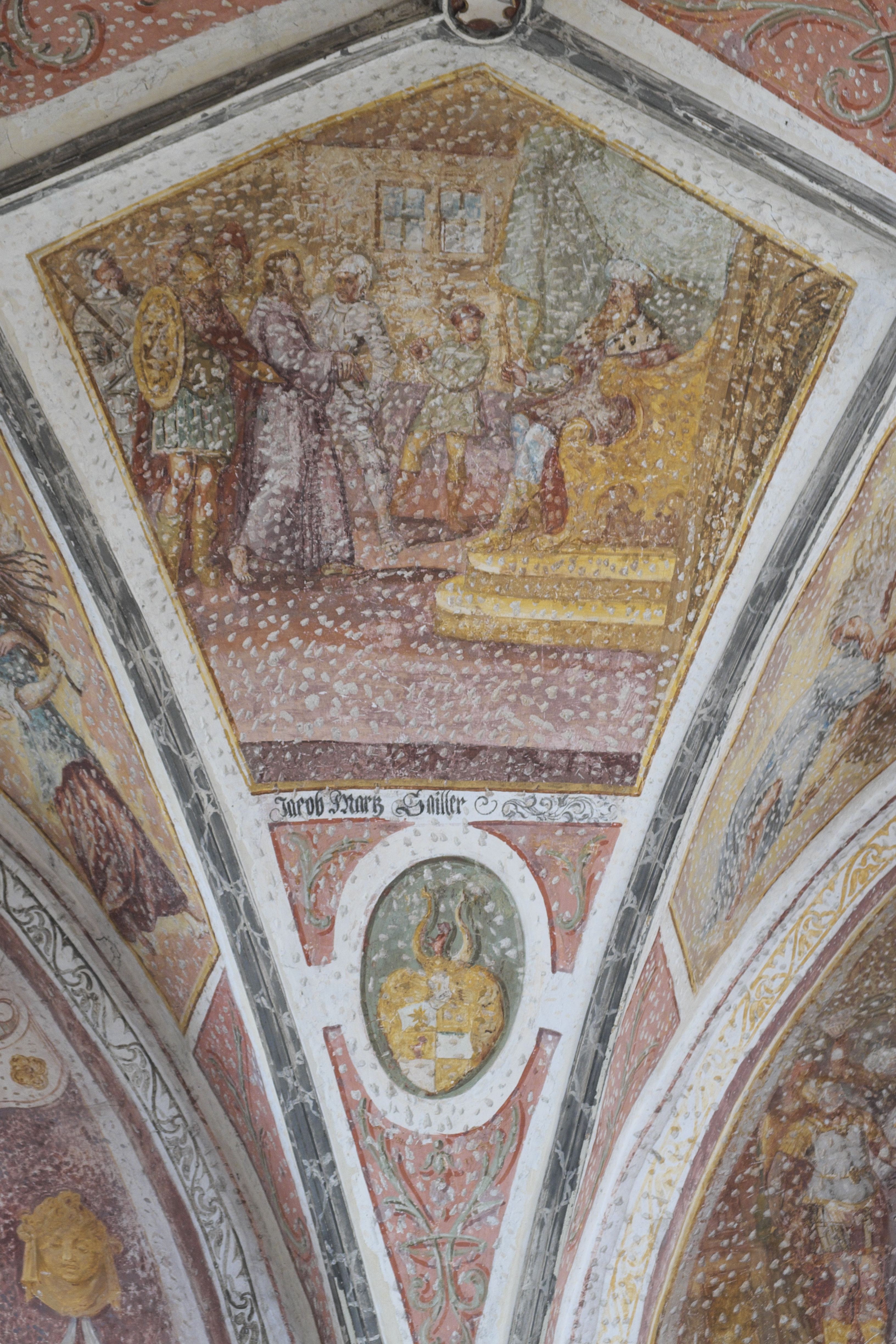
Jesus vor Pilatus
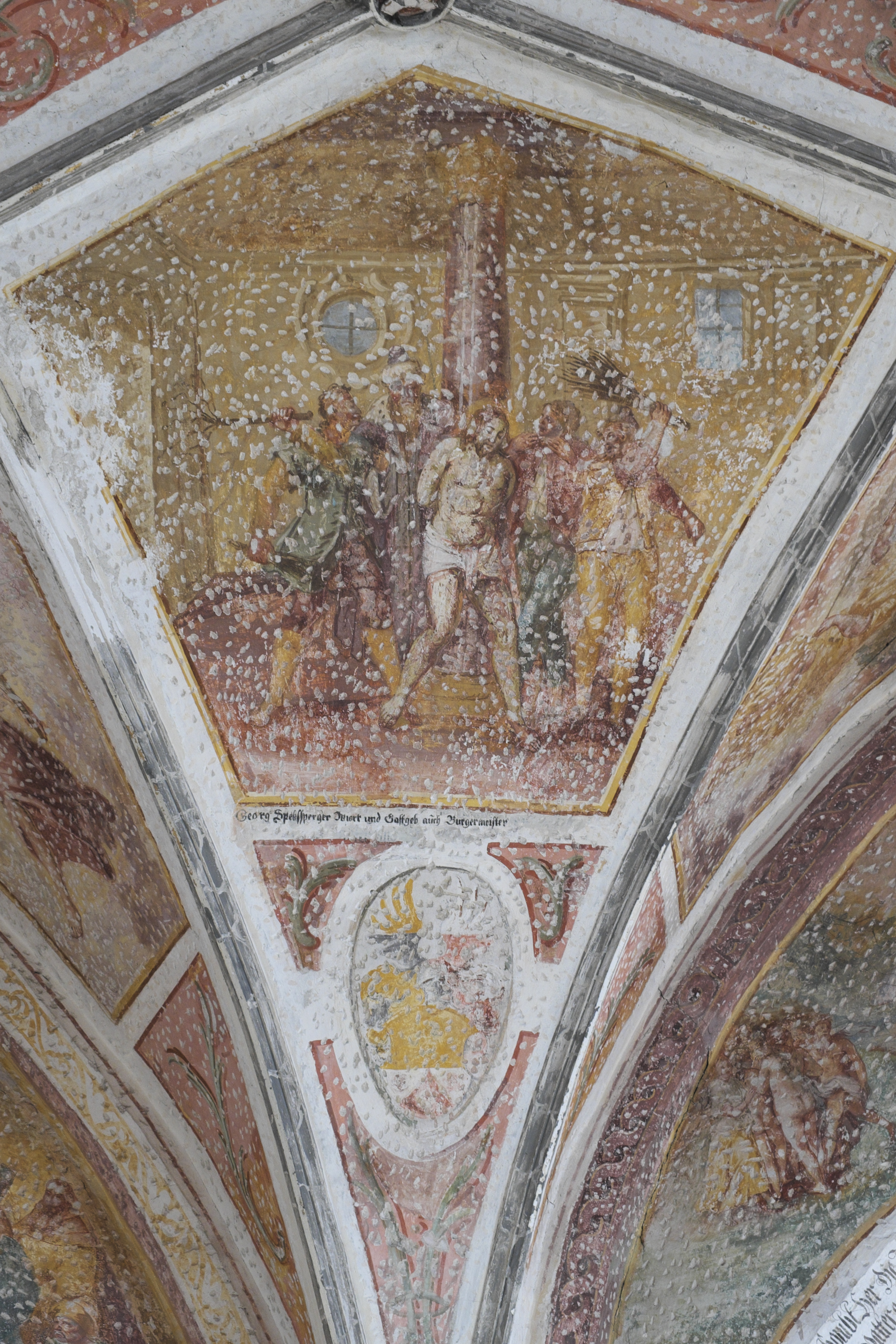
Jesus an der Geißelsäule
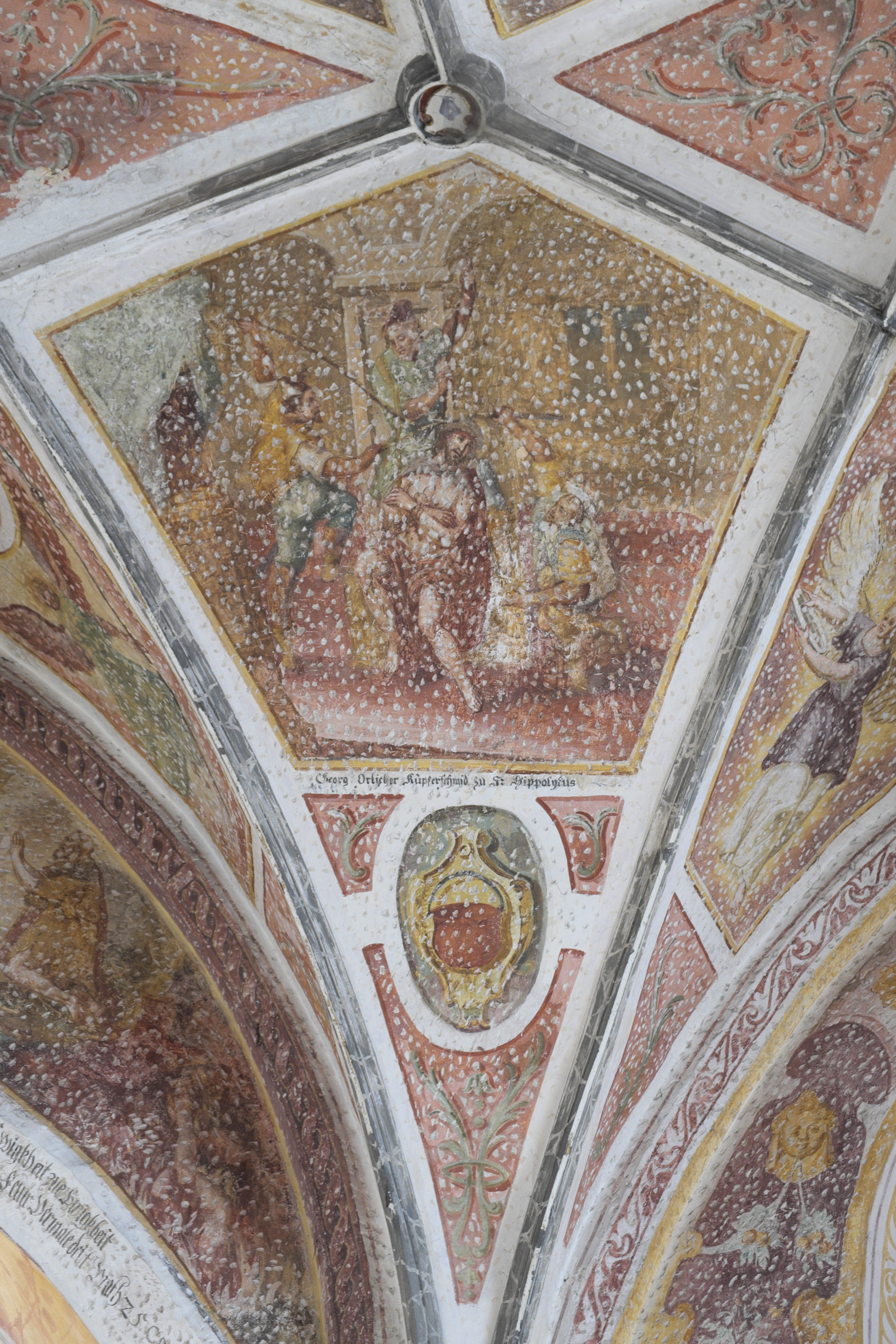
Dornenkrönung
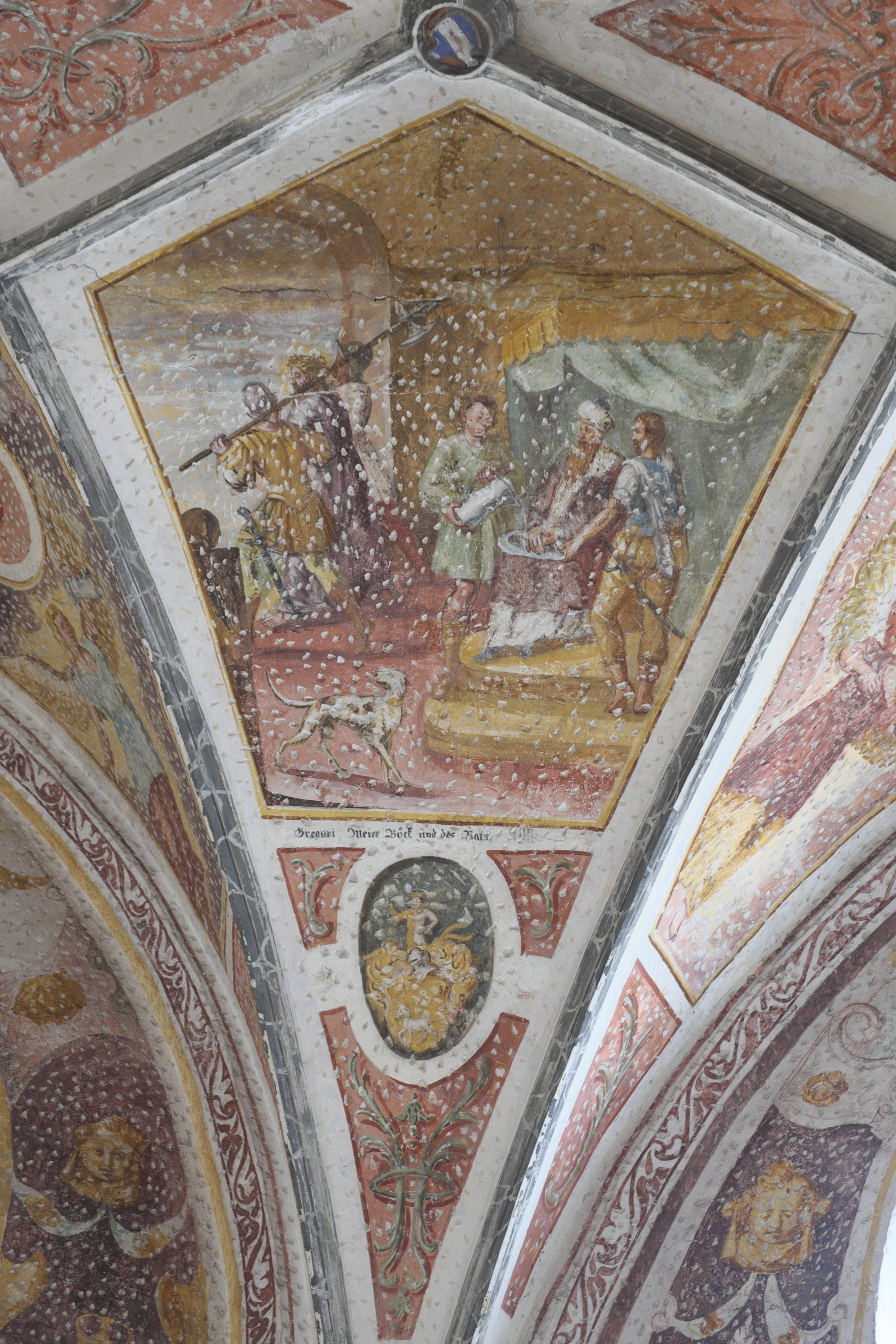
Pilatus wäscht seine Hände in Unschuld

### Fresken an der Mittelsäule
Auf den Fresken an der Mittelsäule sind dargestellt: Kreuzigung, Kreuzabnahme, Grablegung, Höllenfahrt, Auferstehung und Himmelfahrt Christi. Auch hier sind unter den Fresken Inschriften mit den Namen der Stifter zu lesen und darunter ihre Wappen zu erkennen.

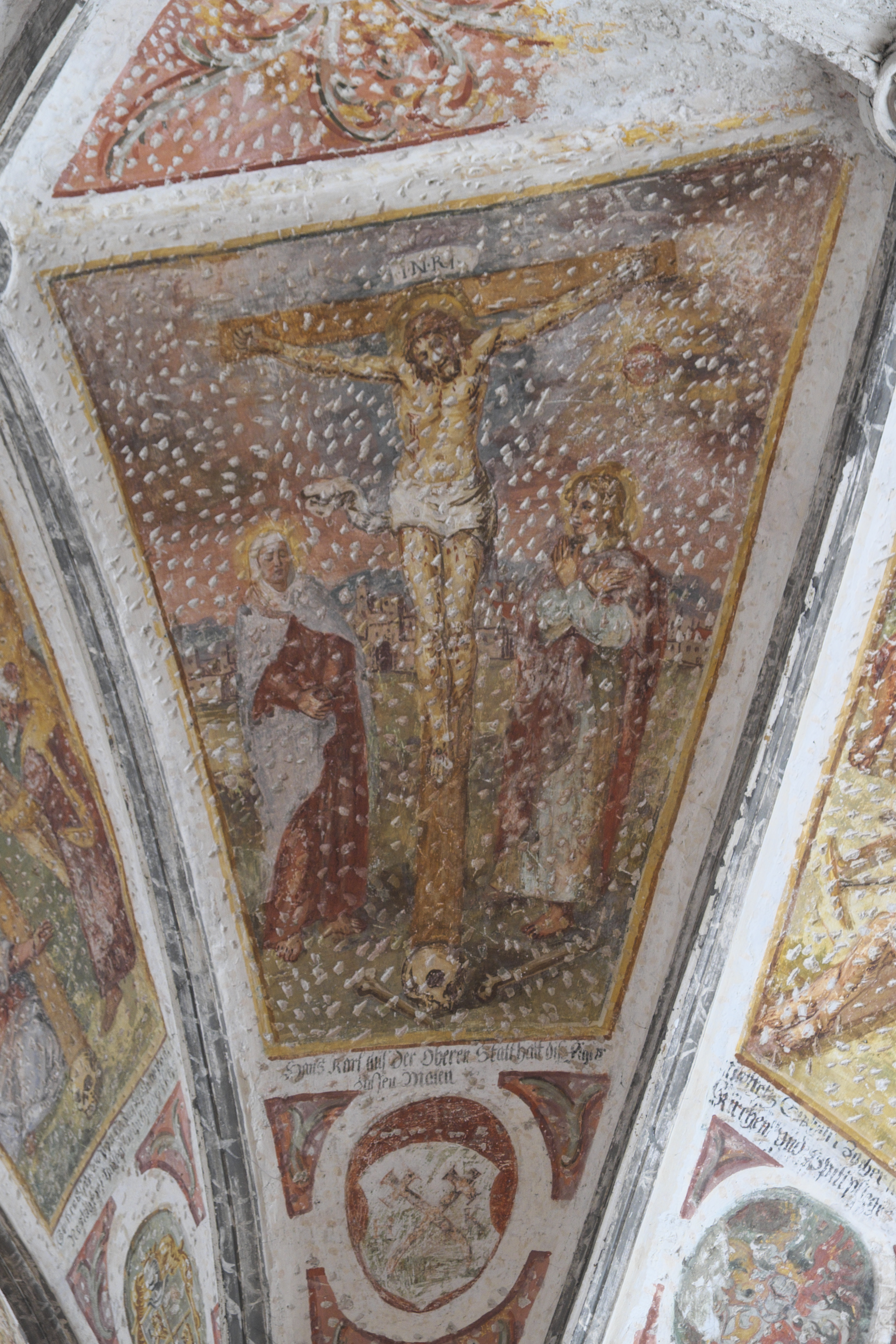
Kreuzigung
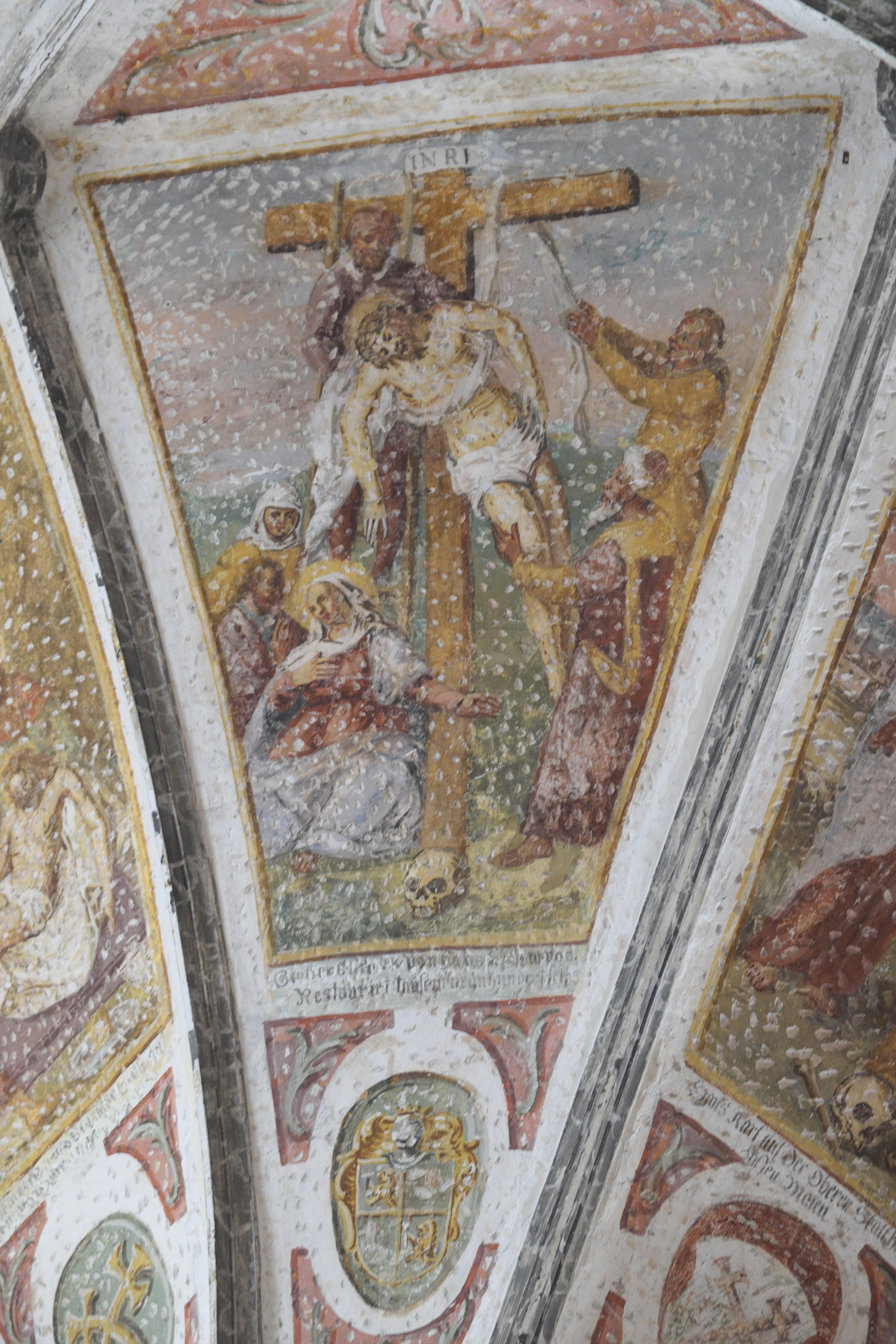
Kreuzabnahme
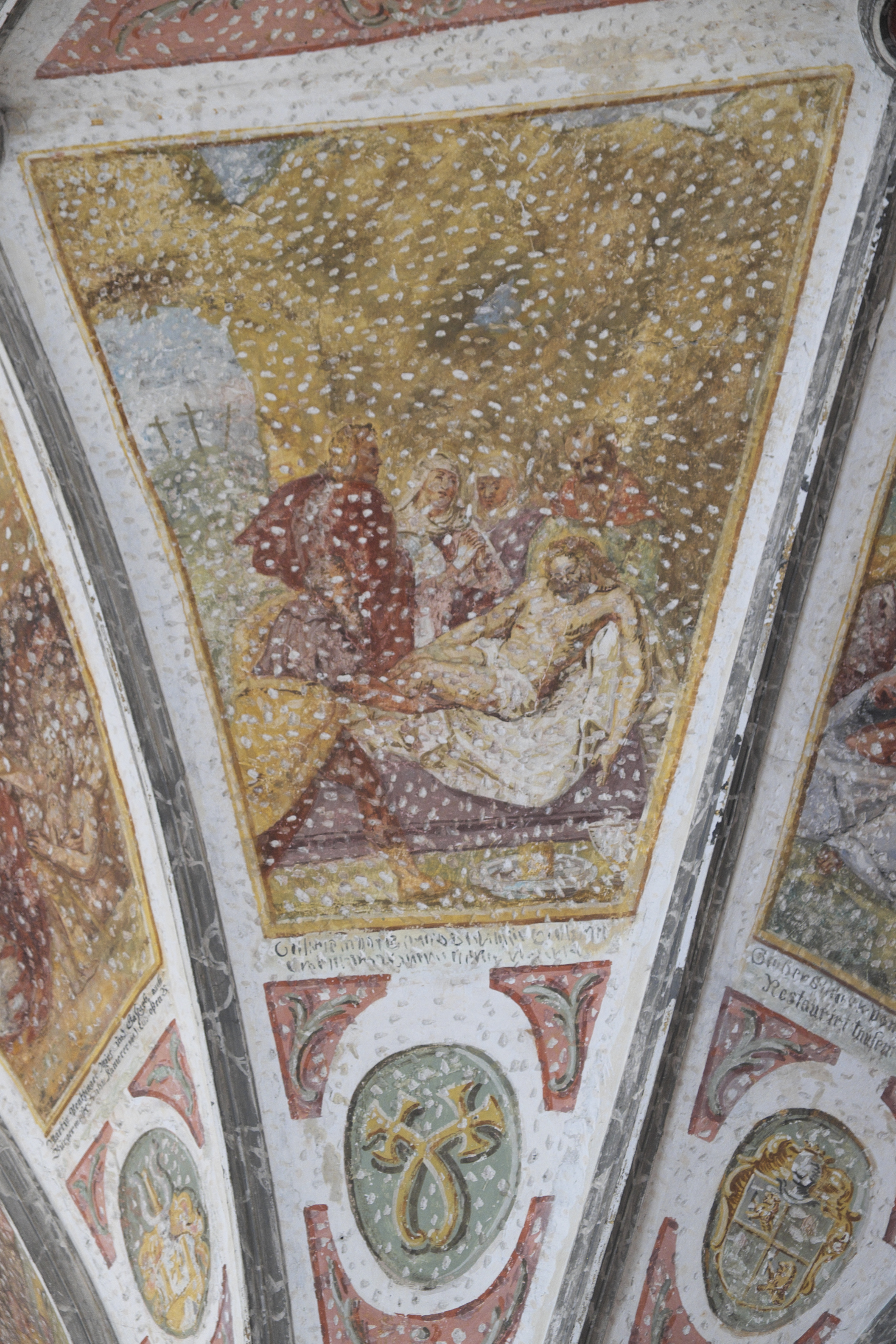
Grablegung

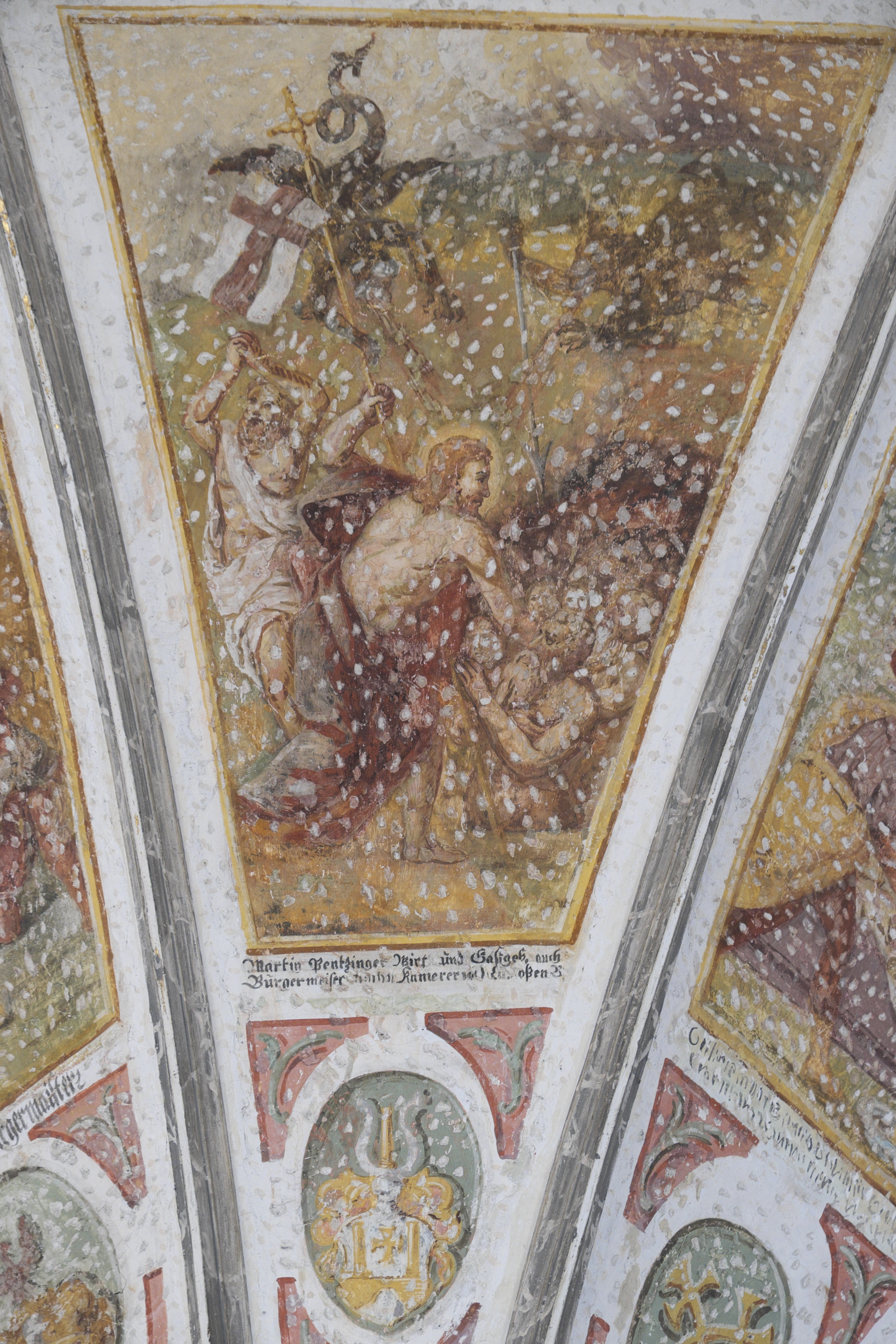
Höllenfahrt
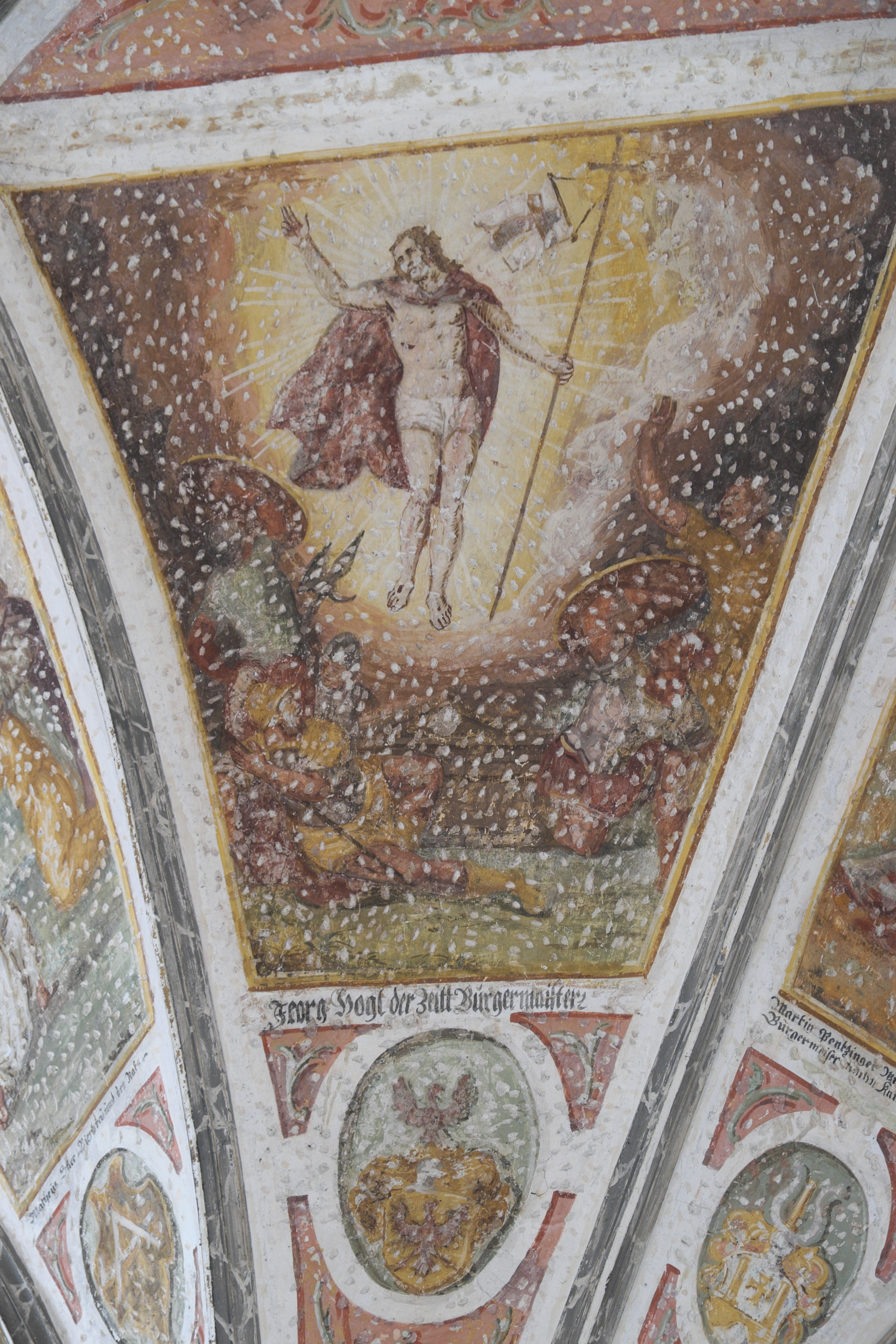
Auferstehung
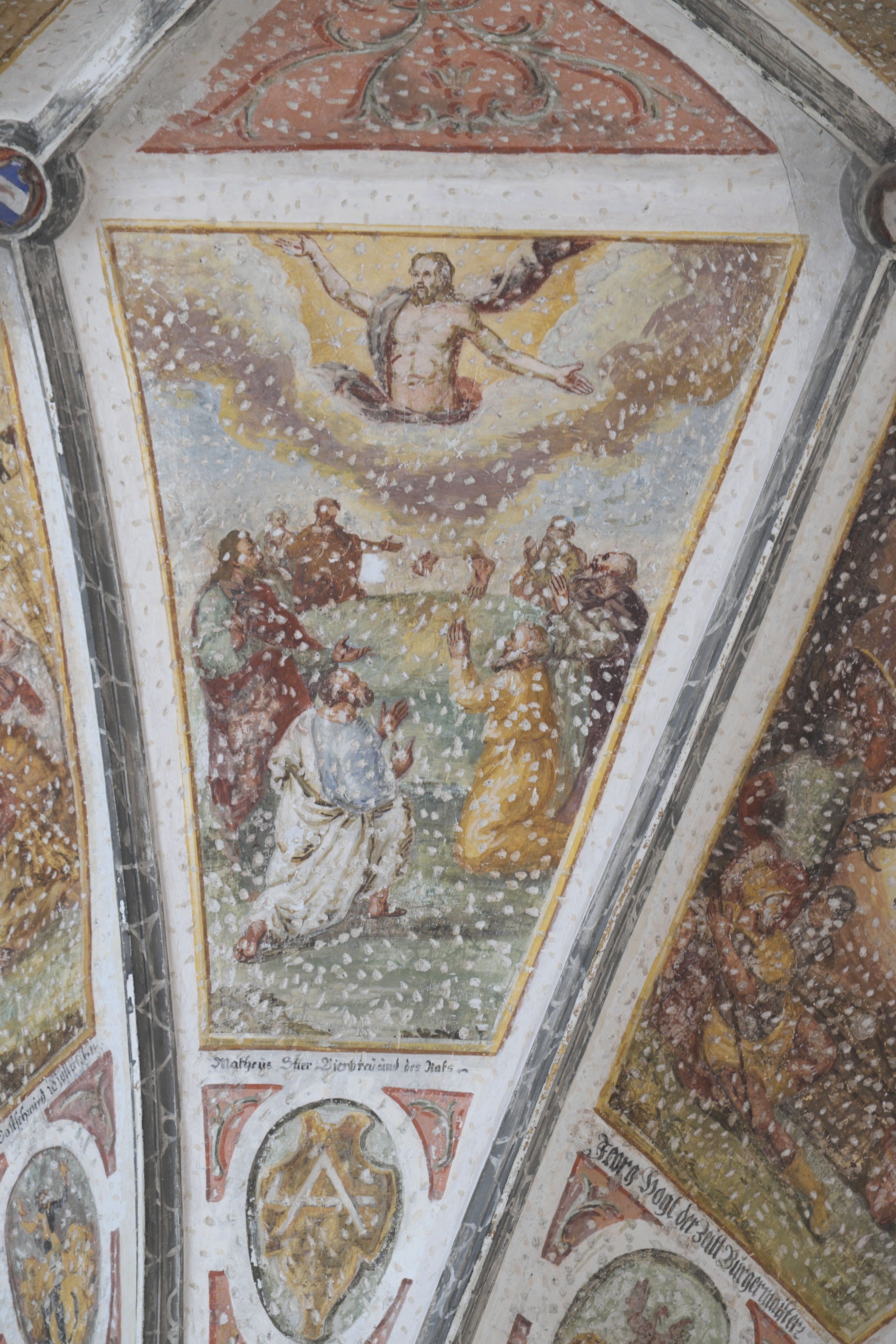
Himmelfahrt

### Gewölbefresken im Chor
Die Gewölbefelder des Chors sind den zwölf Aposteln gewidmet. Sie umgeben die Wappen des bayerischen Herzogs Wilhelm V. (1548–1626) und seiner Gemahlin Renata von Lothringen (1544–1602). Am Chorbogen ist das Jüngste Gericht dargestellt.

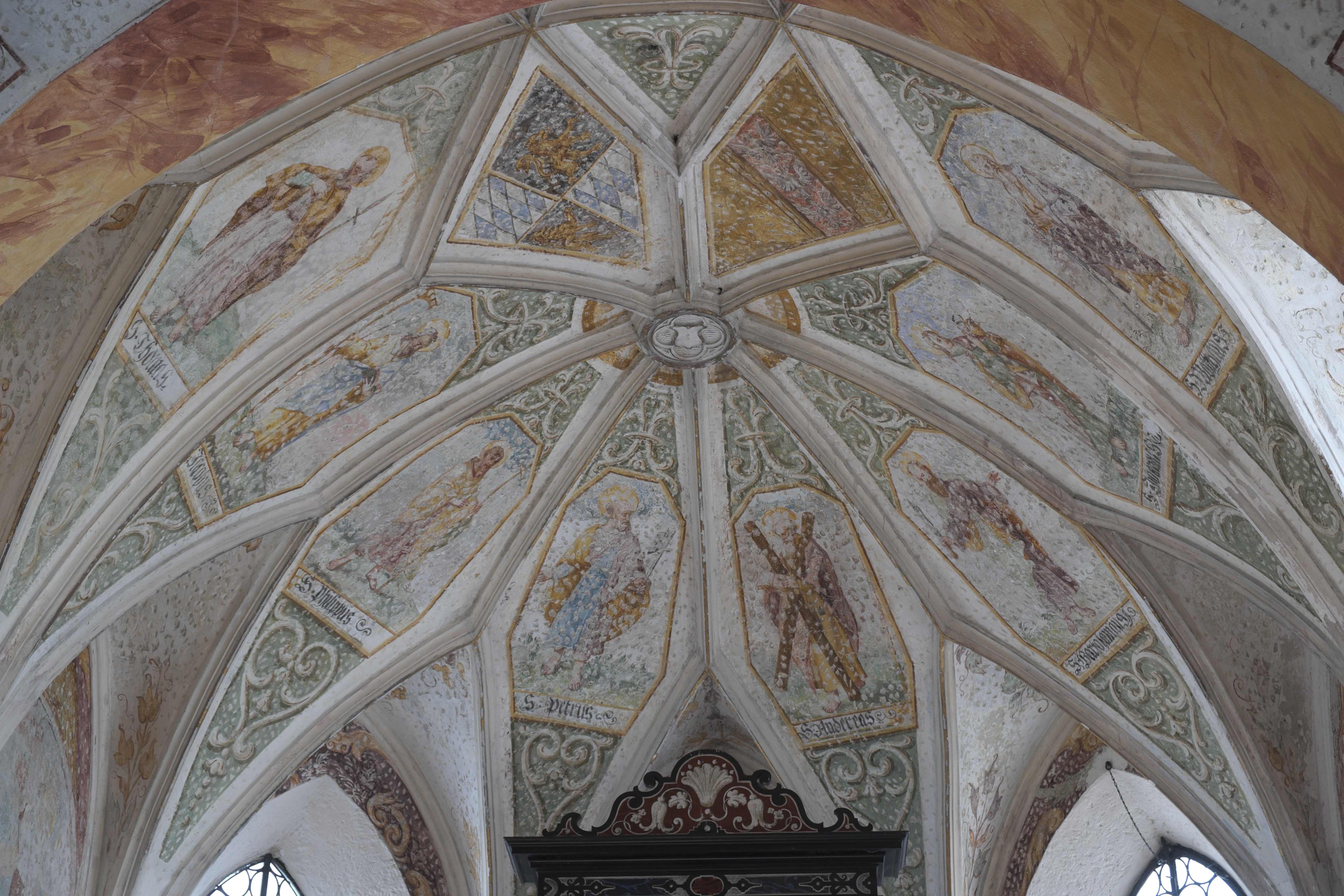
Gewölbefresken im Chor
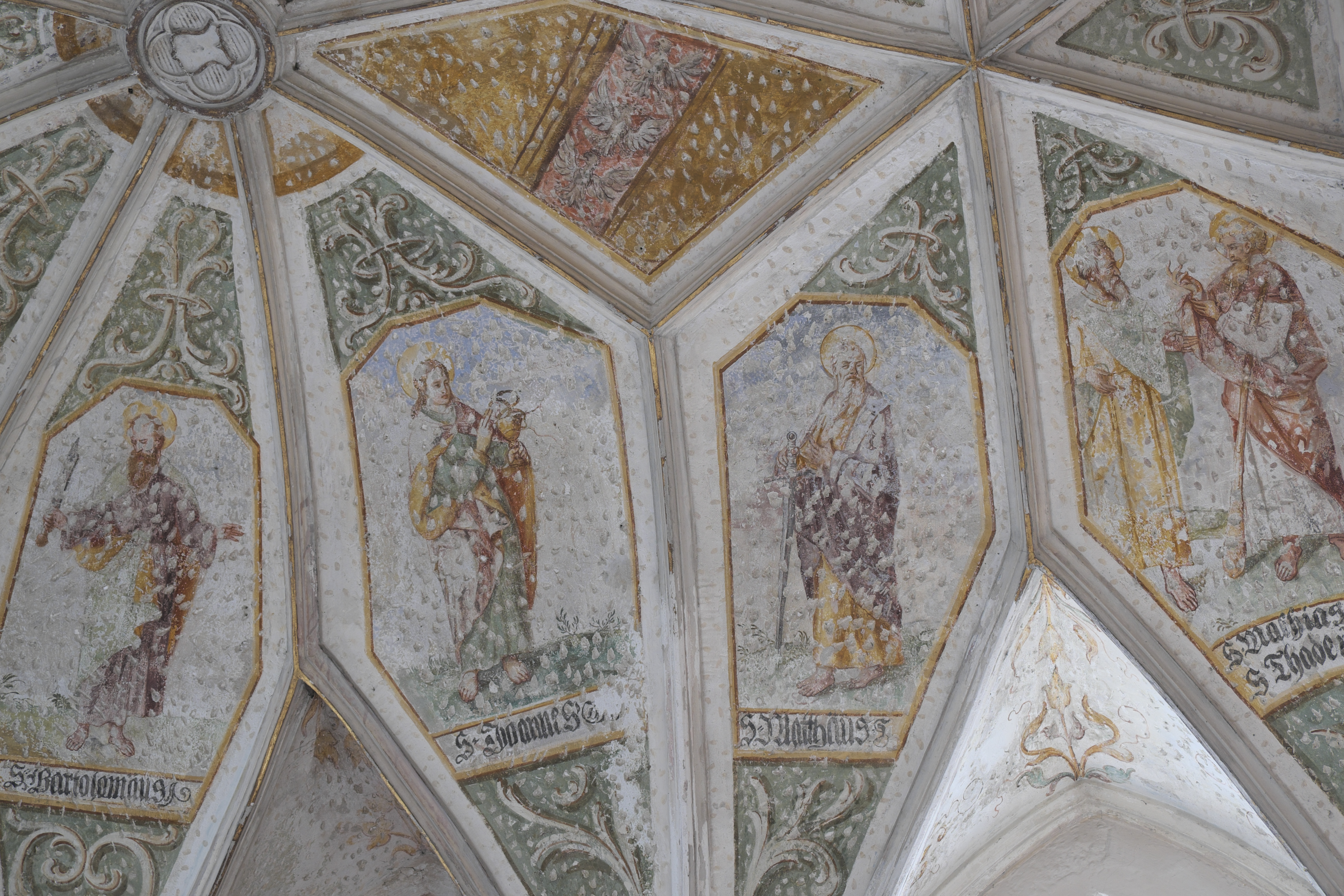
Apostel, Wappen des Hauses Lothringen
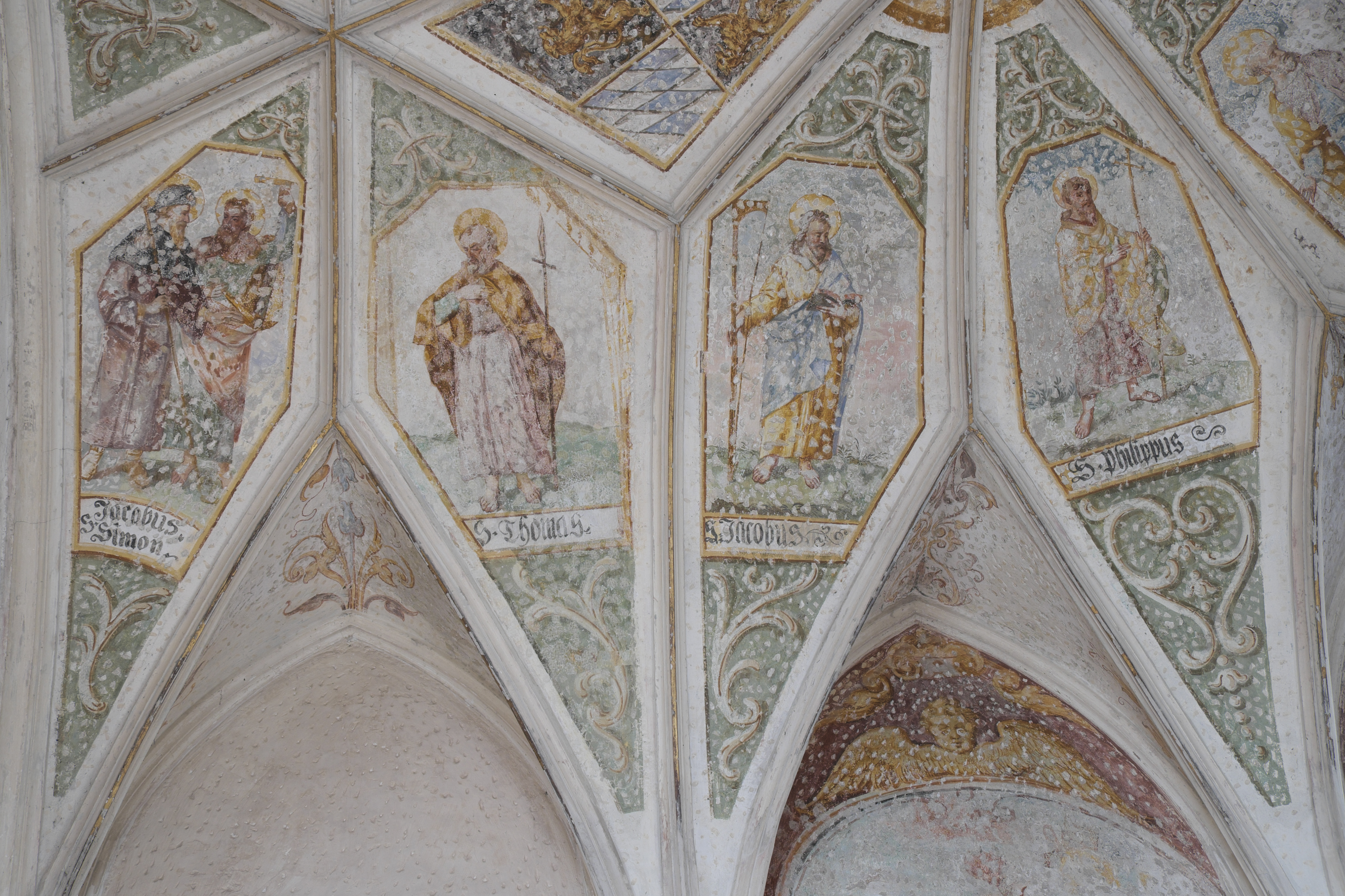
Apostel, Wappen Bayerns
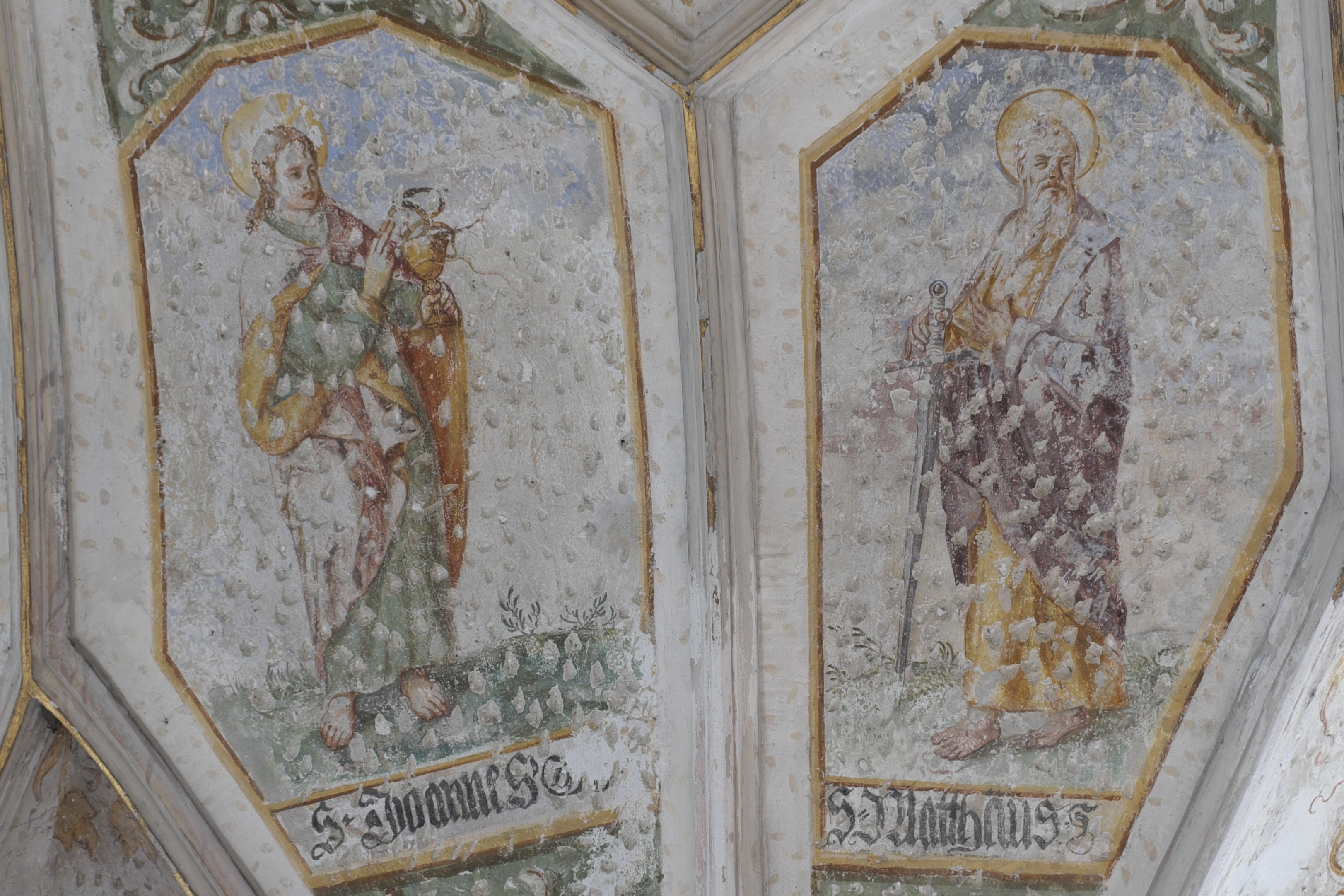
Apostel Johannes und Matthäus

## Ausstattung

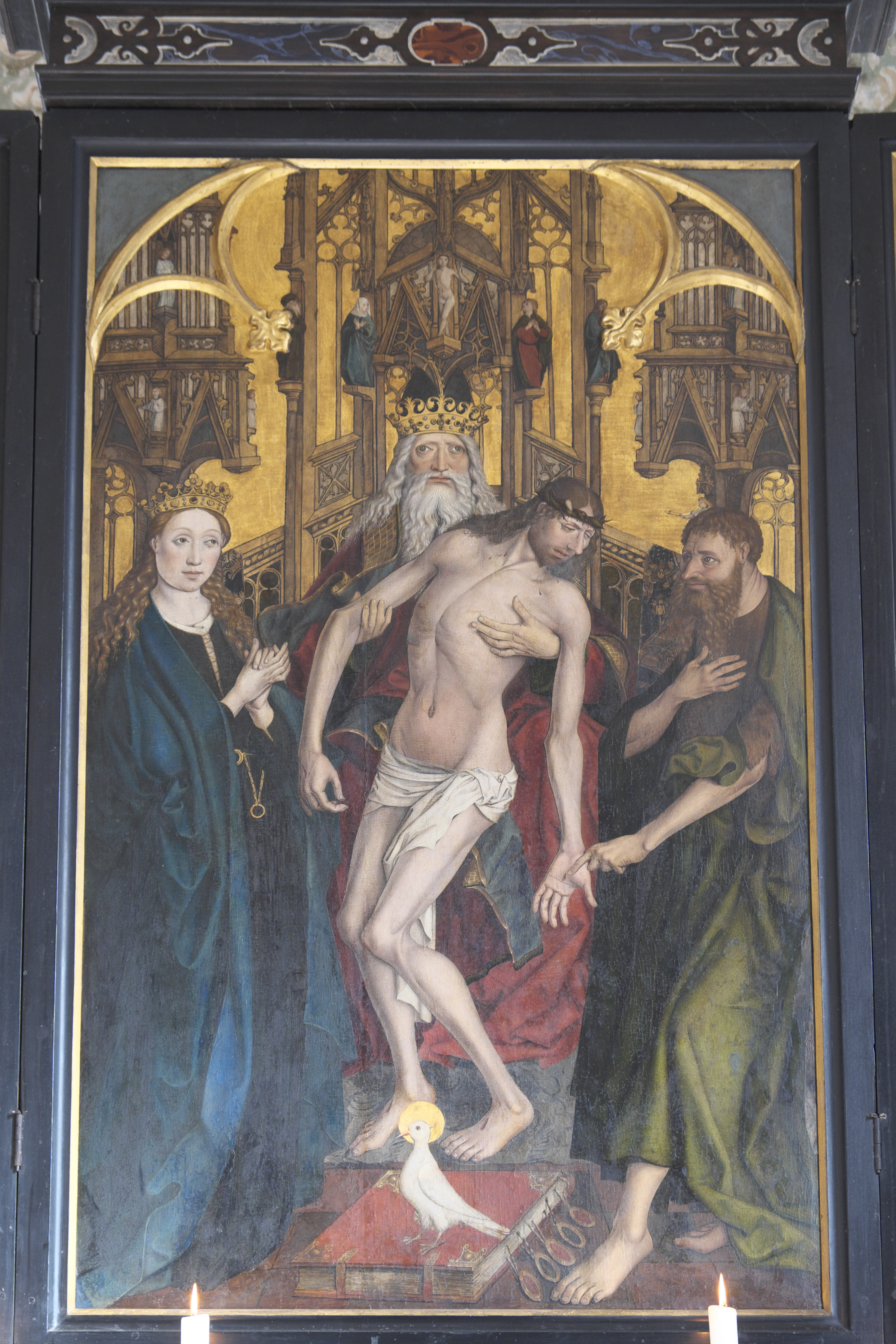
Gnadenstuhl

- Der Choraltar, ein gotischer Flügelaltar mit erneuertem Schrein, wurde um 1470/80 von einem unbekannten Meister geschaffen. Die Malerei der Mitteltafel stellt den Gnadenstuhl dar, umgeben von Maria und Johannes dem Täufer. Im Vordergrund sieht man das Buch mit sieben Siegeln, auf dem eine Taube sitzt, die den Heiligen Geist symbolisiert. Auf der linken Tafel ist der heilige Sebastian abgebildet, die Figur auf der rechten Tafel wird als heiliger Georg oder heiliger Achatius interpretiert. Die Flügelaußenseiten stellen die Verkündigung dar, links den Erzengel Gabriel, rechts Maria, über der die Taube des Heiligen Geistes schwebt.

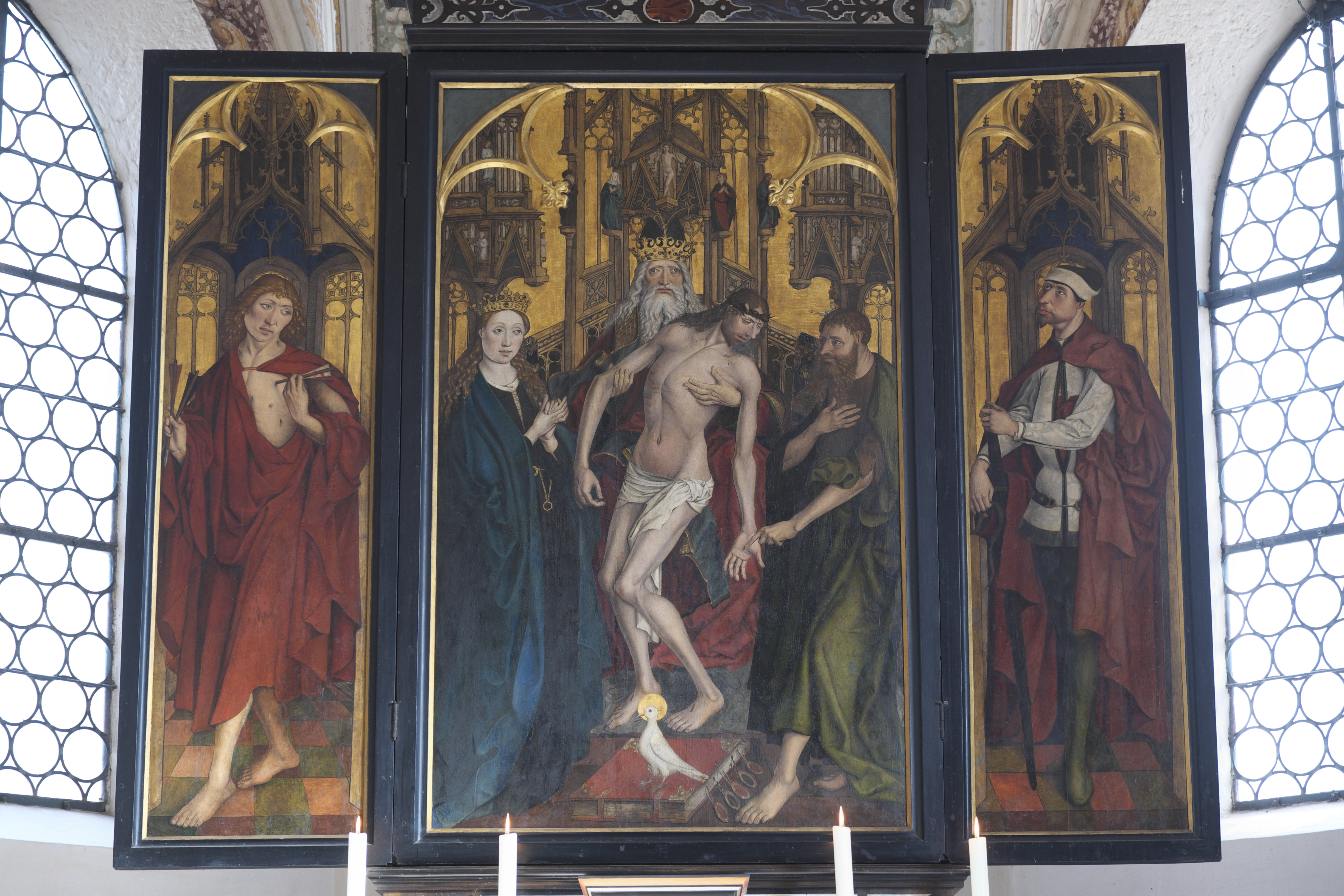
Choraltar
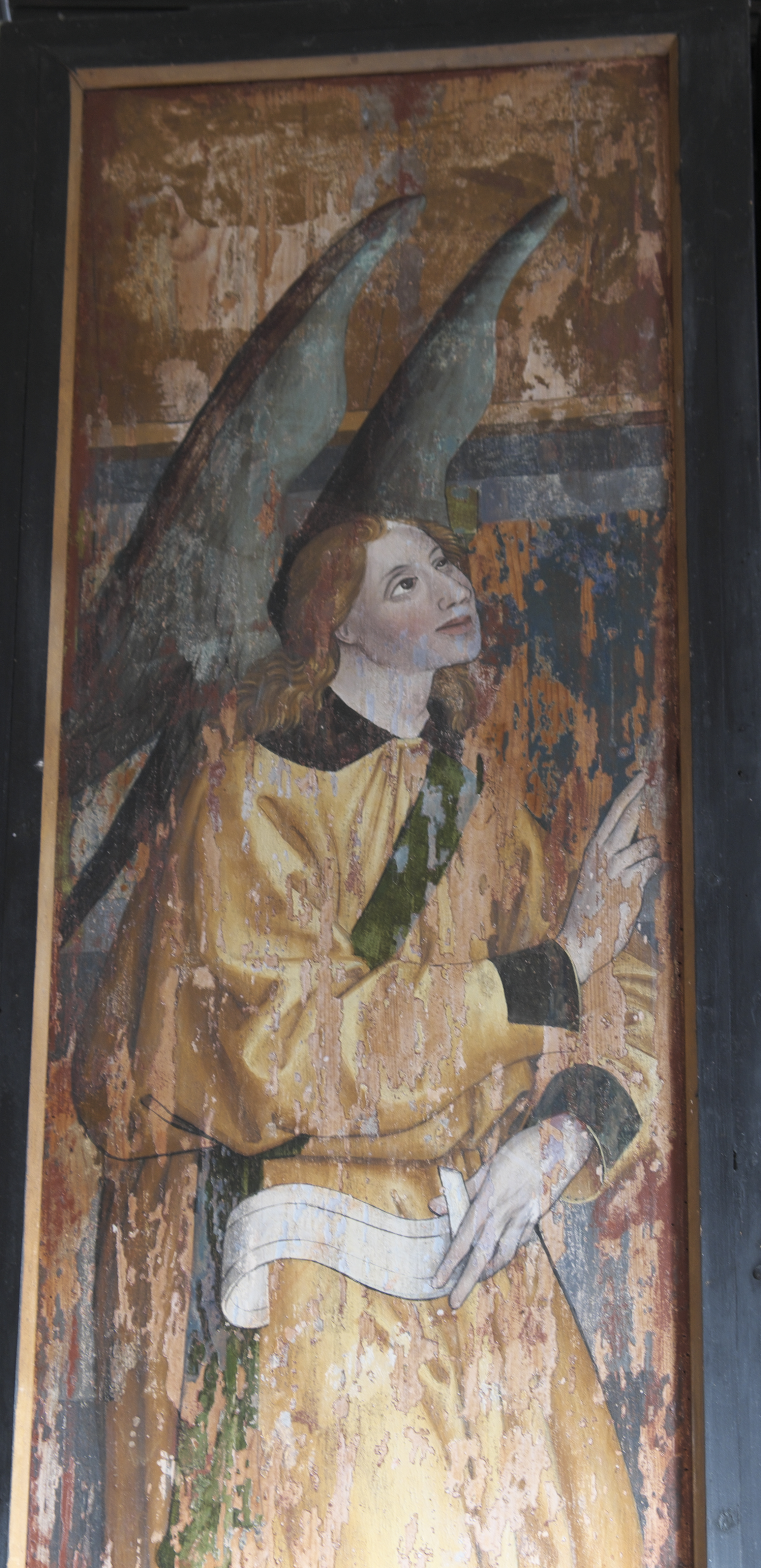
Erzengel Gabriel der Verkündigungsszene
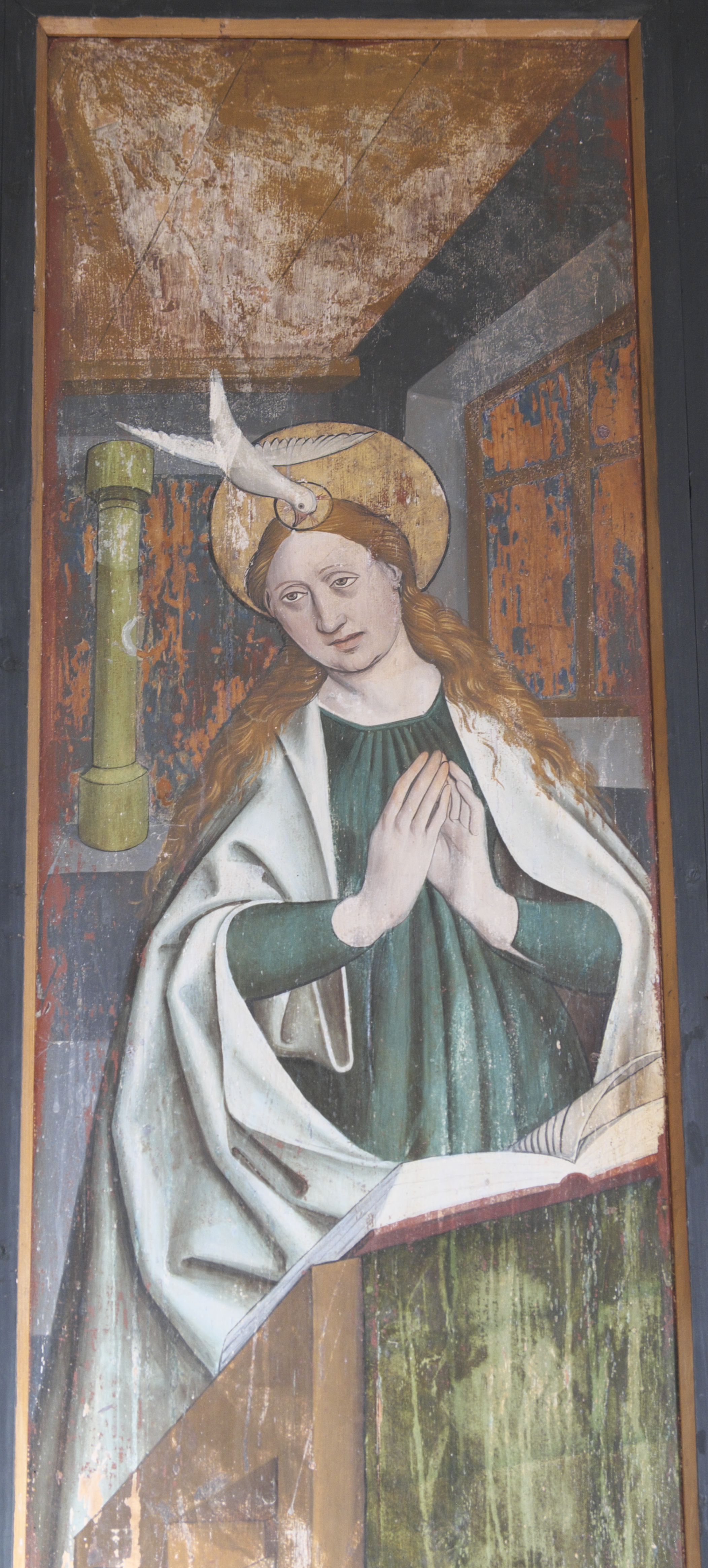
Maria der Verkündigungsszene

- Das sogenannte Greitheraltärchen wurde 1611 von Elias Greither dem Älteren und seiner Gemahlin für die Krankenstube des Klosters Benediktbeuern gestiftet und kam nach der Säkularisation in die Weilheimer Friedhofskirche. Die Gemälde, die Verkündigungsszene in der Mitte, Gottvater im Auszug und die Szenen der Predella wurden von Elias Greither ausgeführt, die Skulpturen der Anna selbdritt und des Propheten Elias stammen von Bartholomäus Steinle.

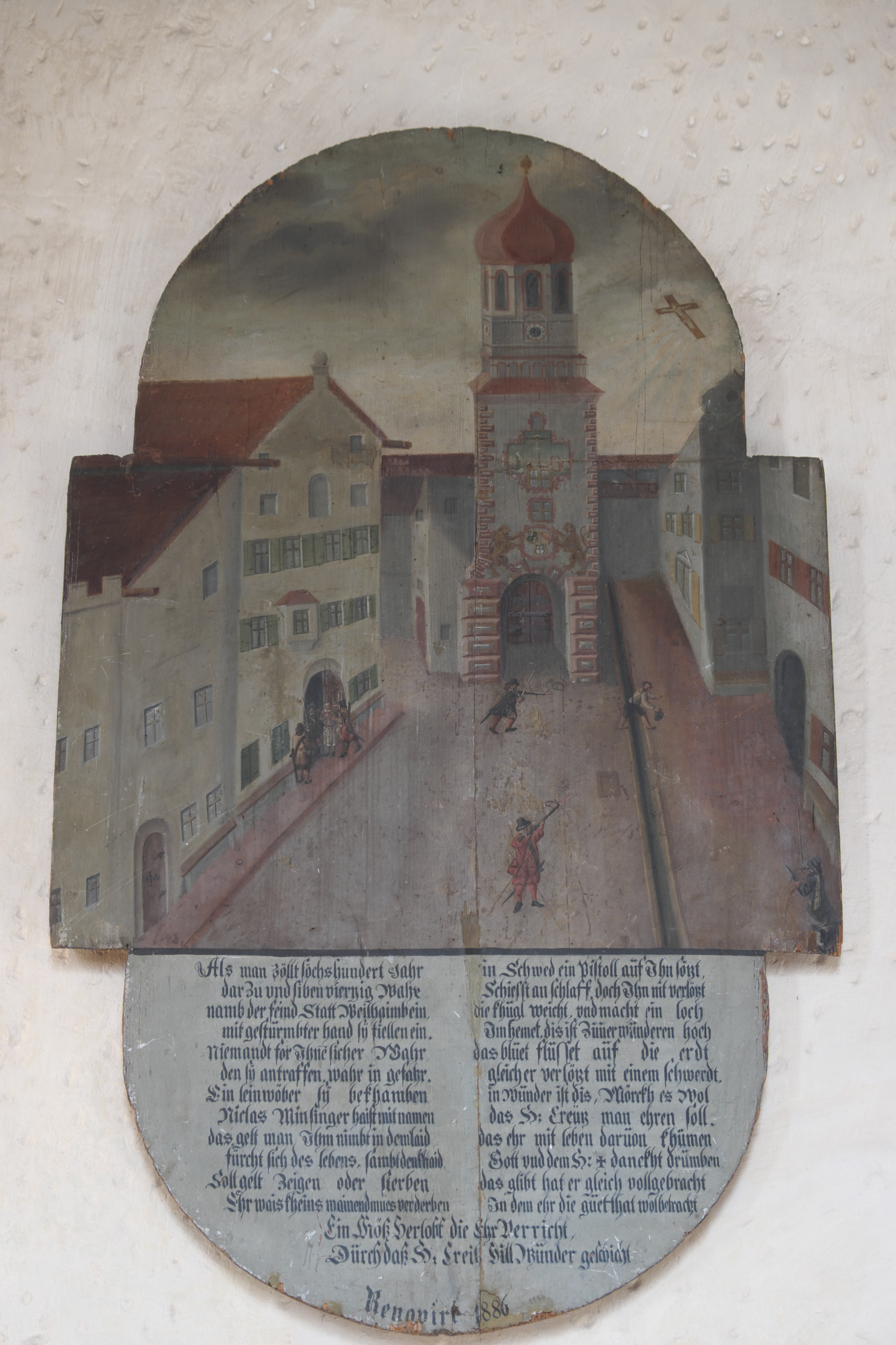
Votivtafel

- Die Votivtafel von 1646 stammt aus der ehemaligen Augustinerchorherrenstiftskirche Heilig Kreuz in Polling. Sie erinnert an eine Episode aus dem Dreißigjährigen Krieg und stellt die Pöltner Straße und das im 19. Jahrhundert abgebrochene Pöltner Tor dar, oben links ist das Pollinger Kreuz abgebildet.

## Grabsteine und Epitaphien
Im Chor hängen zwei gemalte Epitaphien aus dem 17. Jahrhundert. Das Erinnerungsbild für die Familie Dumperger ist mit der Jahreszahl 1618 bezeichnet.
Neben dem Choraltar ist der Grabstein für den Bürgermeister Hans Rait († 1608) in die Wand eingelassen. Das Relief stellt den Verstorbenen vor dem Gekreuzigten kniend dar.
In der Vorhalle sind weitere Grabsteine aus dem 16. Jahrhundert untergebracht. Sie sind mit Reliefdarstellungen und Wappen verziert. Der Grabstein für den Bürgermeister Hans Engelhard († 1558) weist ein Relief der Verkündigungsszene auf. Ein Priestergrabstein aus dem 15. Jahrhundert stellt den Verstorbenen in lebensgroßer Ganzfigur unter einer Arkade stehend dar.

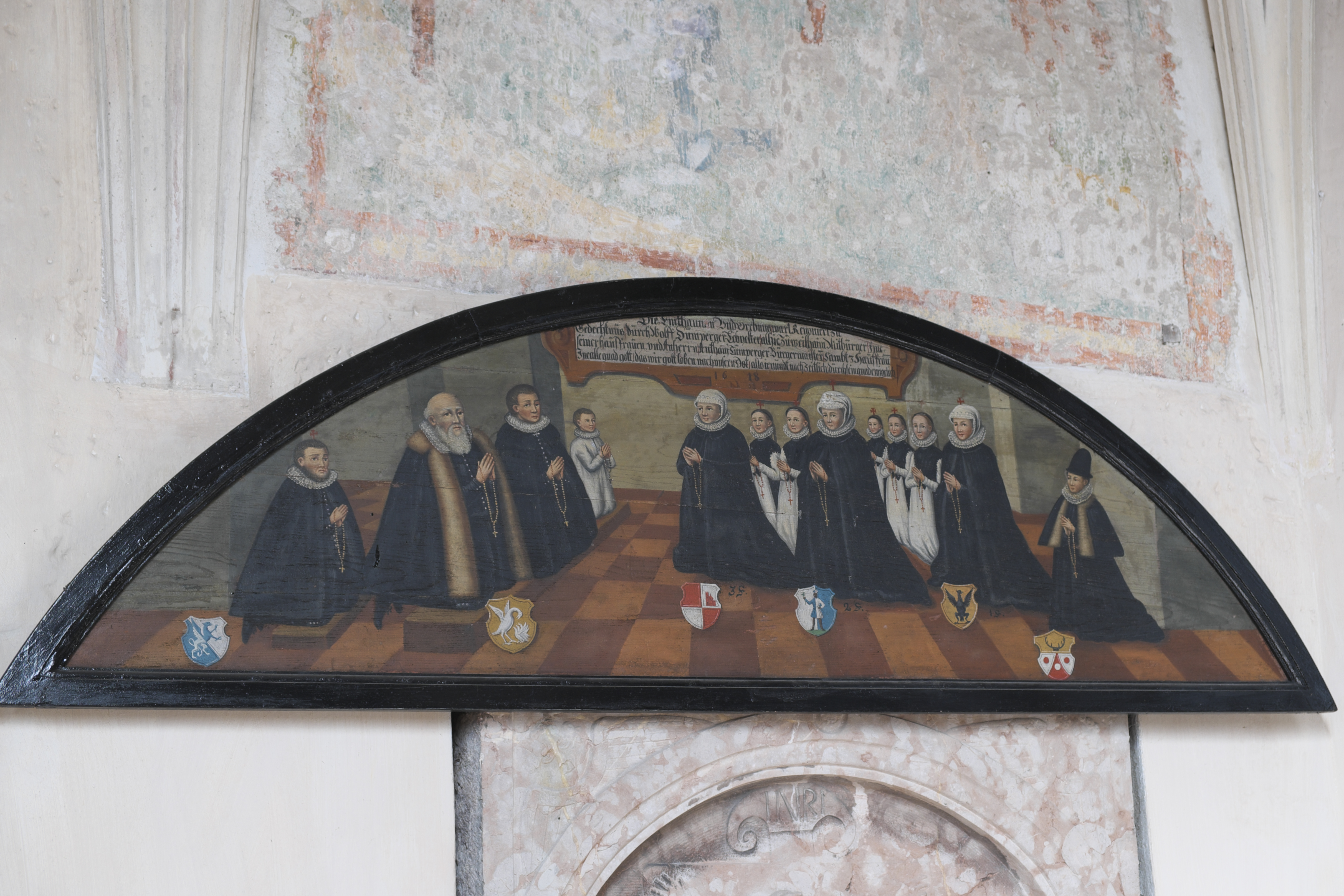
Epitaph der Familie Dumperger
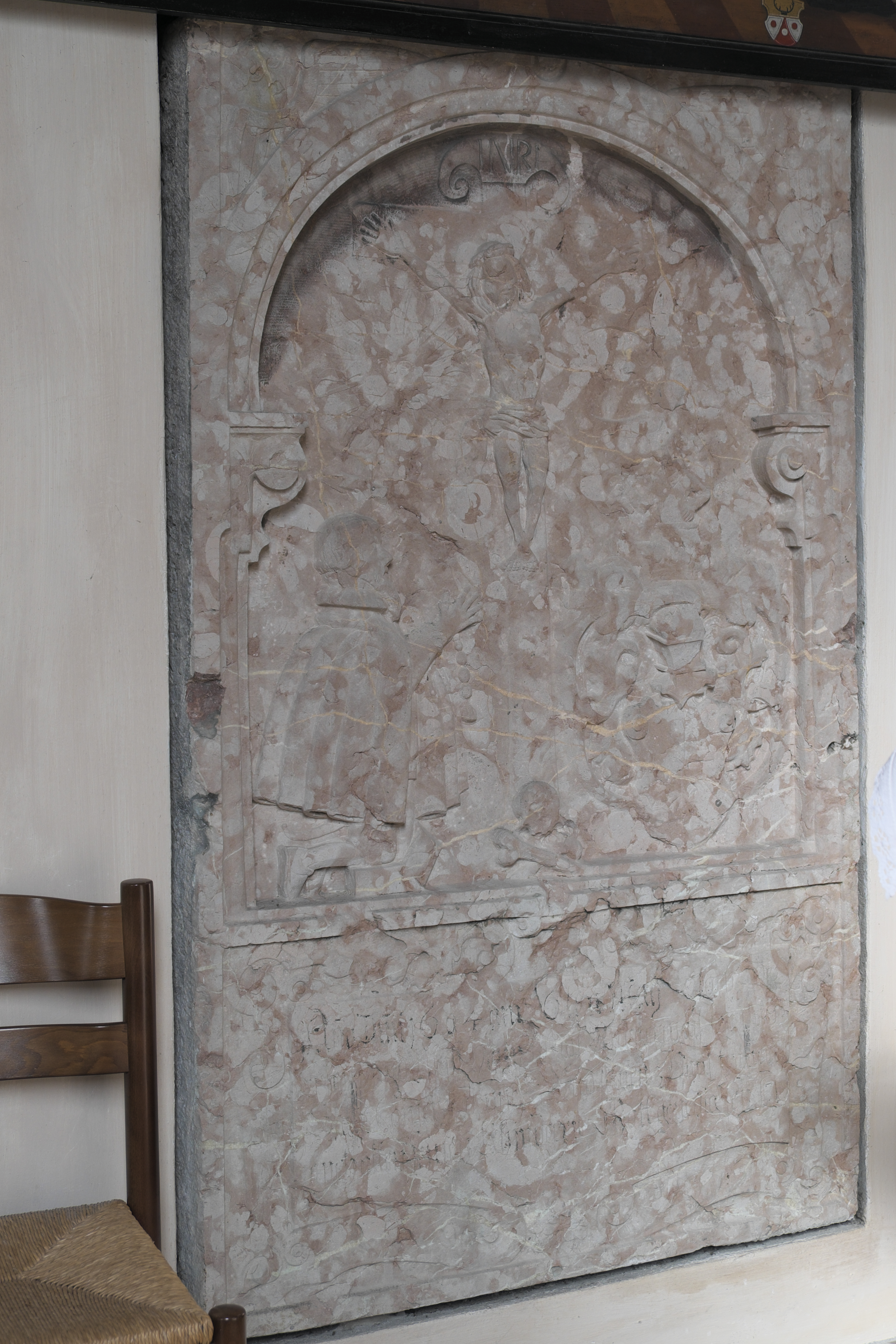
Grabstein für Hans Rait († 1608)
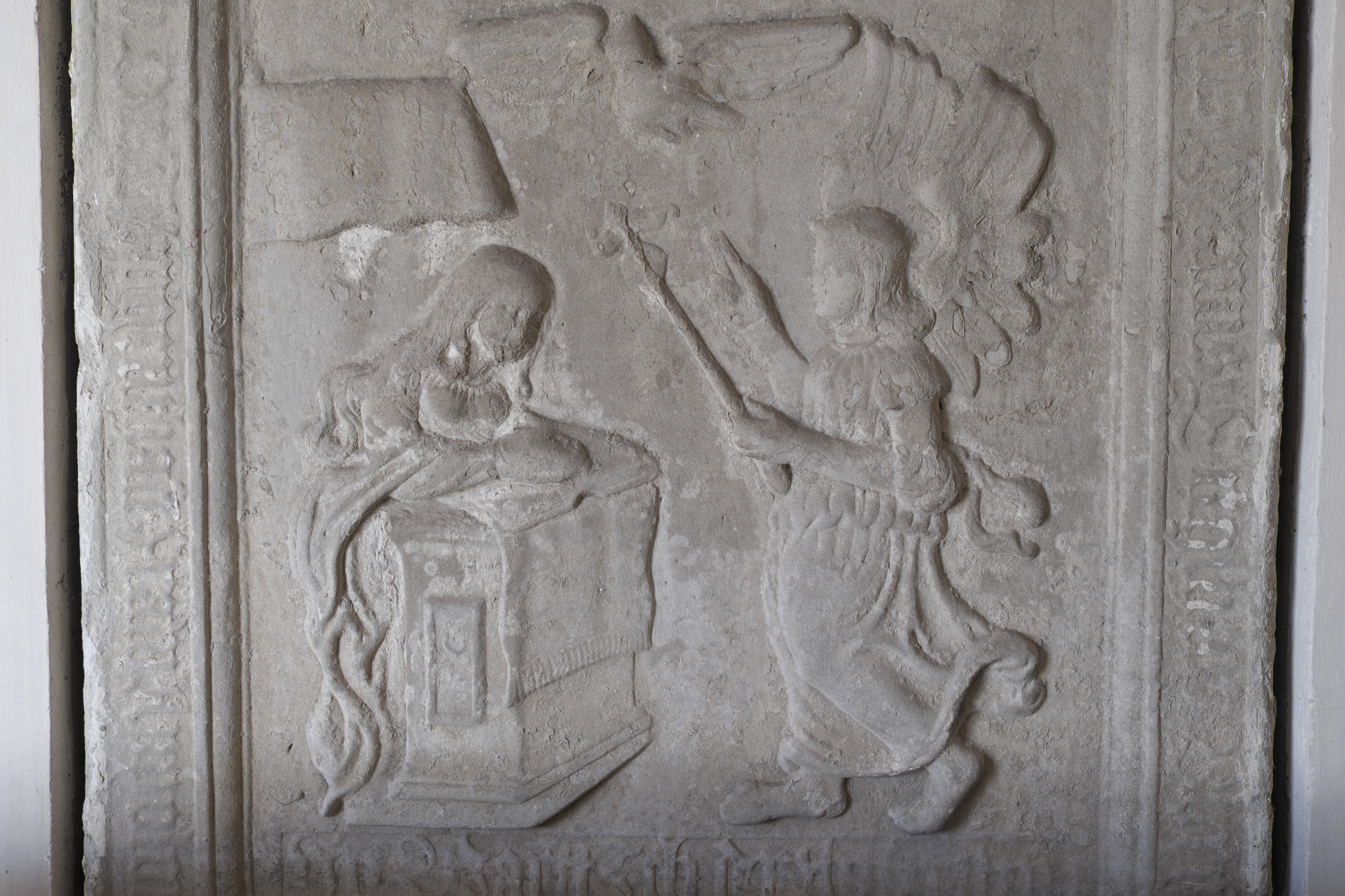
Grabstein für Hans Engelhard († 1558), Verkündigungsszene
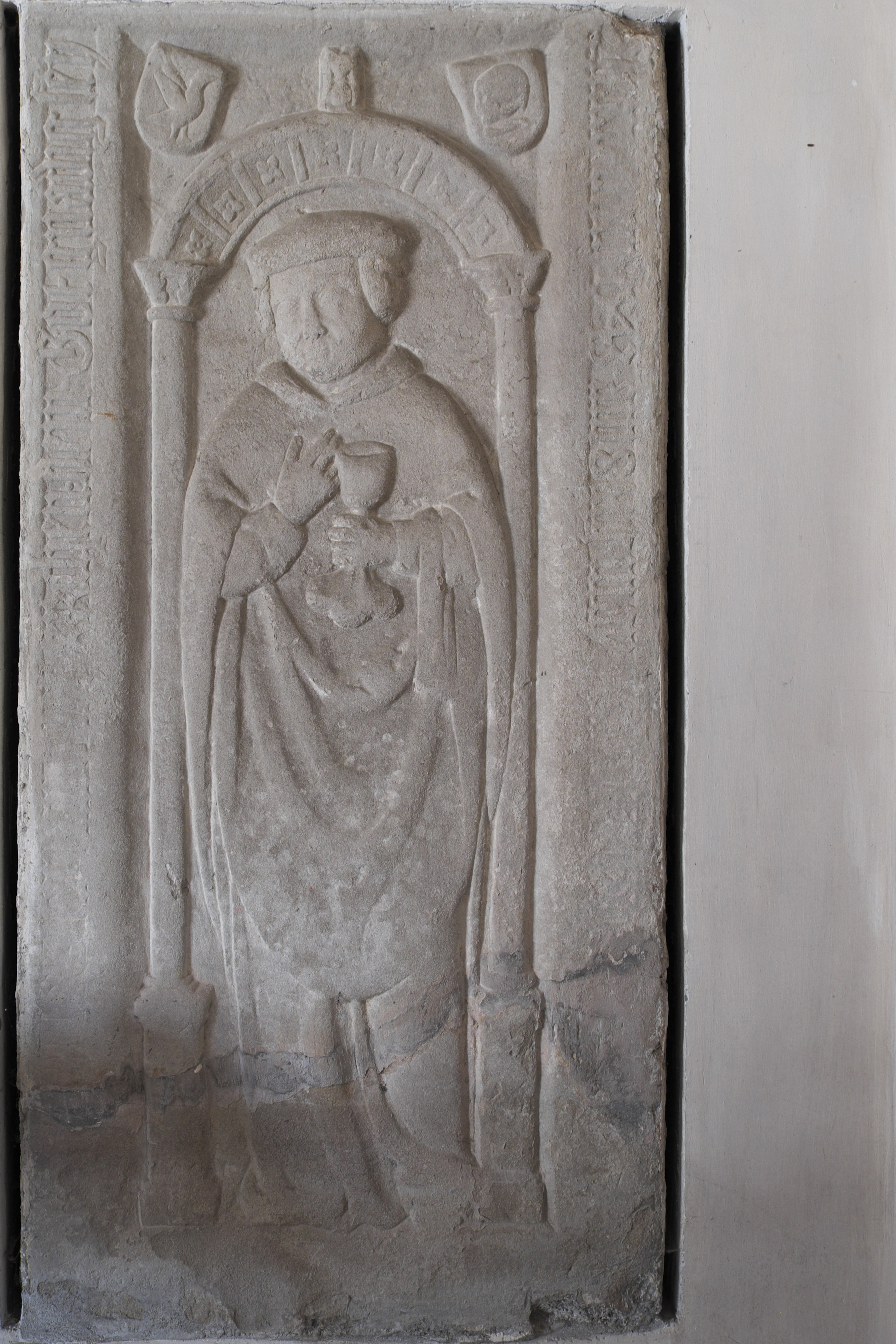
Priestergrabstein aus dem 15. Jahrhundert

## Orgel
Der Orgelbauer Josef Maier aus Hergensweiler baute 1995 in der Friedhofskirche eine neue Orgel mit vier Registern auf einem Manual und angehängtem Pedal. Das Instrument mit Schleiflade und mechanischer Spiel- sowie Registertraktur weist folgende Disposition auf:
| Manual C–f3 |    |
| Gedeckt     | 8′ |
| Gamba       | 8′ |
| Prinzipal   | 4′ |
| Flöte       | 4′ |

| Pedal C–d1 |
| angehängt  |